# Leipzig-Grünau
Pour les articles homonymes, voir Grünau.
Leipzig-Grünau est une subdivision de Leipzig en Allemagne. La pose de la première pierre a eu lieu le 1er juin 1976. Construit dans les années 1970 et 1980, il est après Berlin-Marzahn et Halle-Neustadt le grand ensemble le plus vaste et le plus peuplé d'Allemagne, comptant jusqu'aux 85 000 habitants. Après le réunification allemande, Grünau a fait perdre beaucoup des habitants. Depuis 2015, le nombre d'habitants augmente.
Pour des raisons administratives et statistiques, il a été scindé en plusieurs quartiers : Grünau-Ost, Grünau-Mitte, Grünau-Siedlung, Lausen-Grünau et Grünau-Nord.
Le district comptait 45 987 habitants le 1er janvier 2017 selon le registre des déclarations domiciliaires, c'est-à-dire 5 347 hab./km².

## Géographie
Le quartier de grand ensemble se situe à la frontière ouest de Leipzig.
| Leipzig-Miltitz | Leipzig-Schönau       |                        |
| Markranstädt    | Leipzig-Grünau        | Leipzig-Lindenau       |
|                 | Leipzig-Großzschocher | Leipzig-Kleinzschocher |

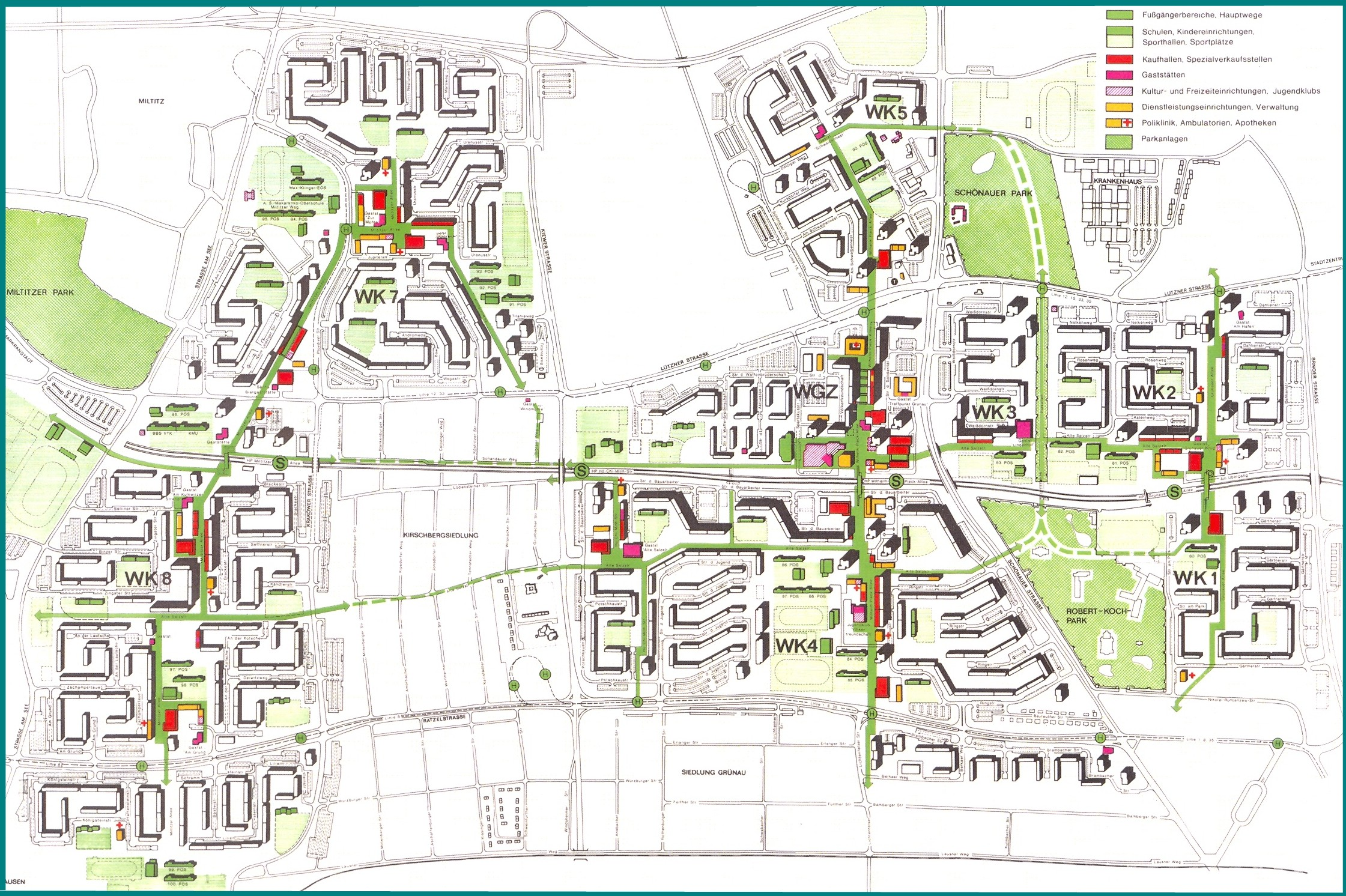
Carte du district de Grünau (à partir de 1986) avec les ensembles résidentiels (en allemand: Wohnkomplex = WK)

Le district situé à la périphérie ouest de Leipzig se trouve à 6 kilomètres du centre-ville et couvre une superficie de 4,5 kilomètres est-ouest sur 2,5 kilomètres nord-sud. Il a été conçu pour 100 000 habitants (ensembles résidentiels 1 à 8, ensemble résidentiel 6 n'ayant jamais été construit). L'arrondissement Ouest de Leipzig, composé en grande partie du lotissement de Grünau, est divisé en quartiers de Grünau-Ost (ensembles résidentiels 1 à 3), Grünau-Mitte (ensembles résidentiels 4 et 5.2), Schönau (Schönauer Viertel, ensemble résidentiel 5.1 et Lindenauer Hafen), Grünau-Nord (ensemble résidentiel 7), Lausen-Grünau (ensemble résidentiel 8 et le village de Lausen, qui a été incorporé à Leipzig en 1995) ainsi que deux quartiers qui ne se caractérisent pas par des bâtiments préfabriqués: Grünau-Siedlung et Miltitz, incorporé en 1999.

## Galerie

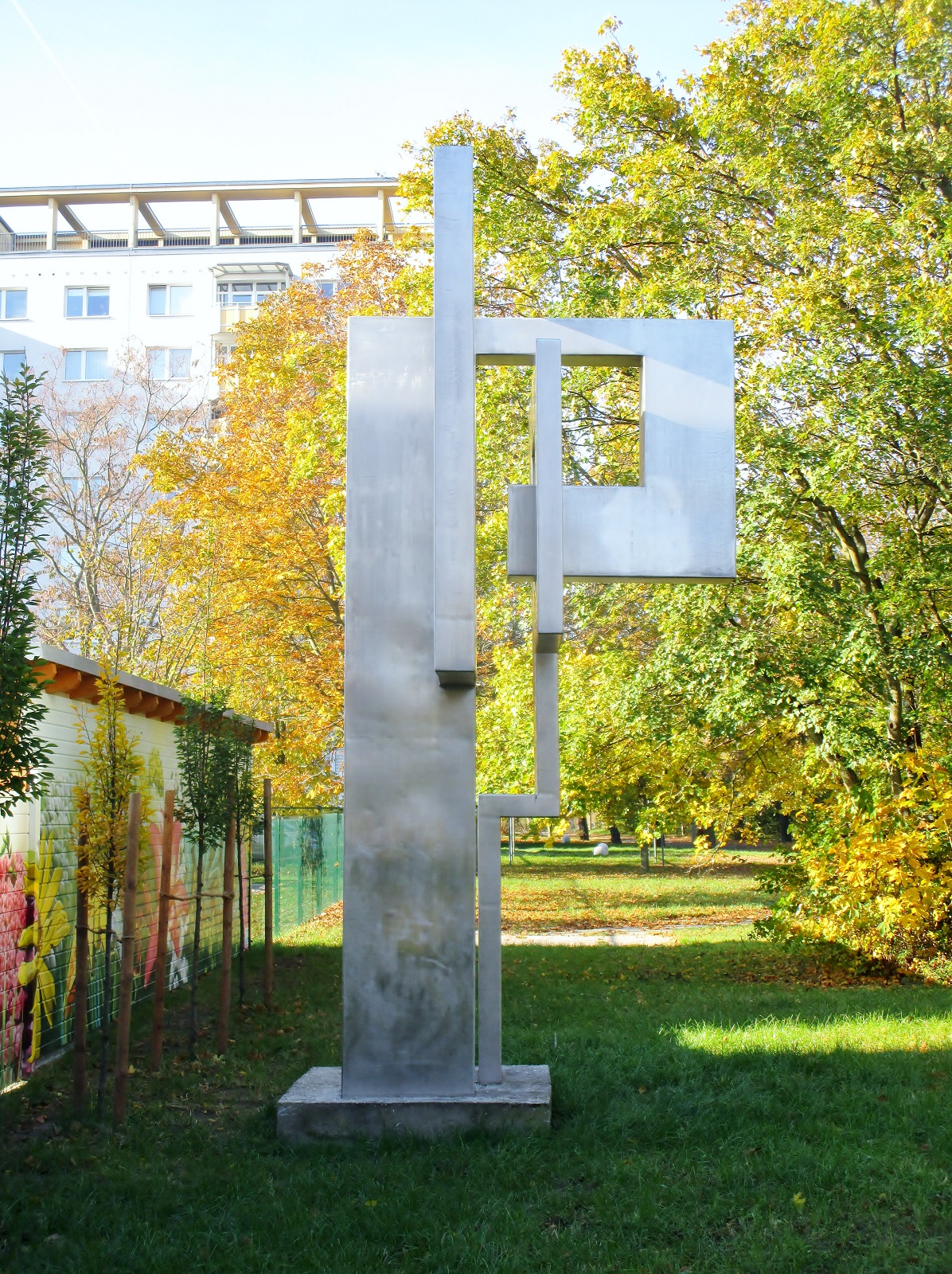
Monument à la pose de la première pierre
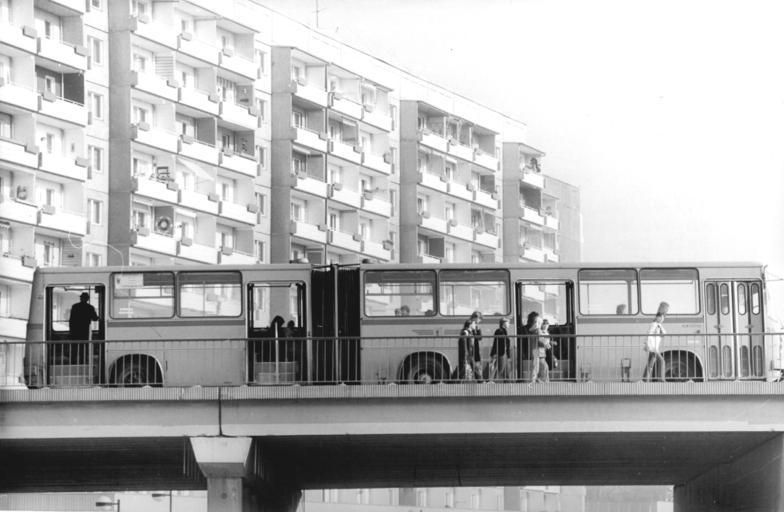
Autobus Ikarus 280 à Grünau (1983)
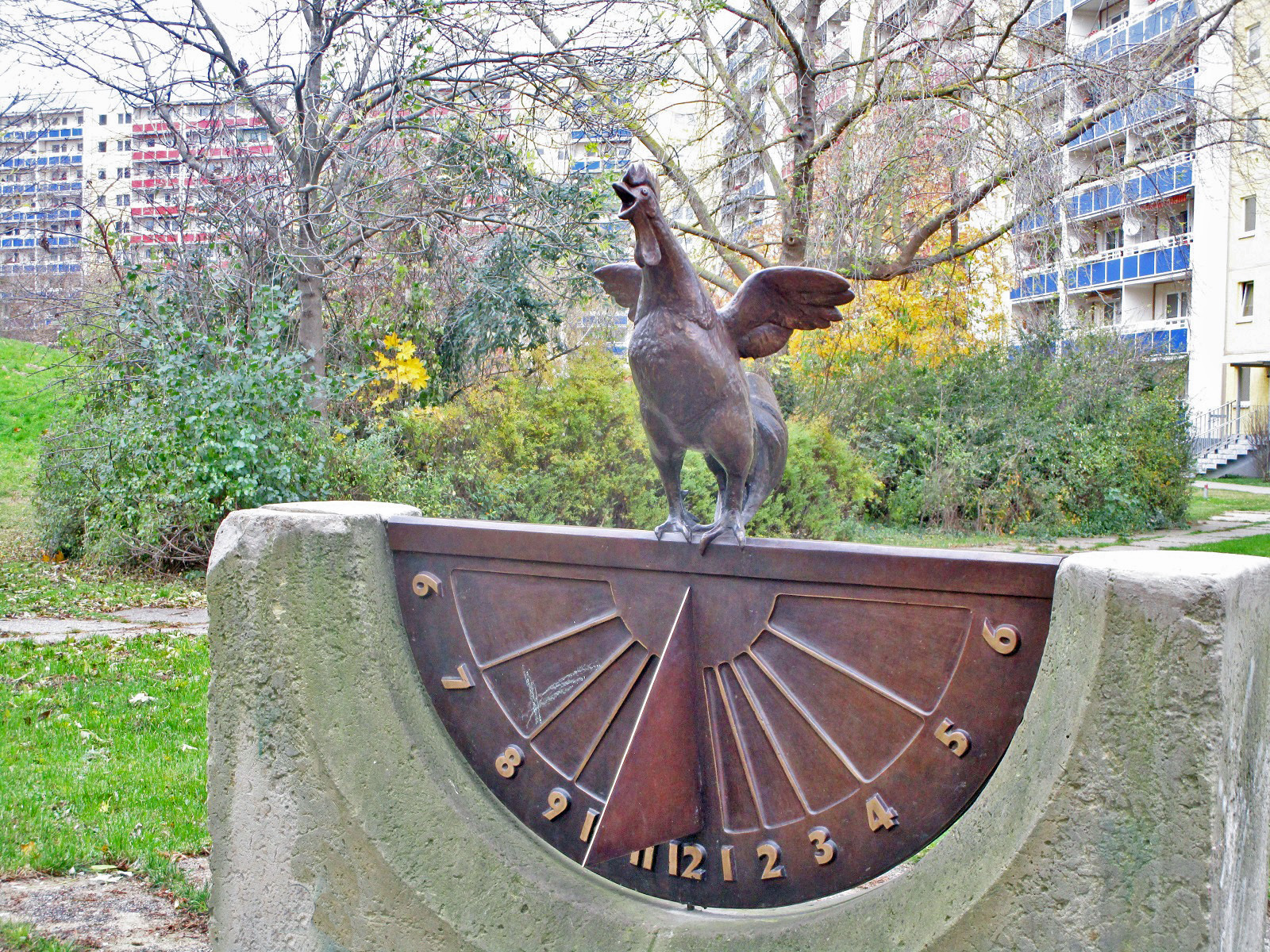
"Un coq qui chante", Sculpture
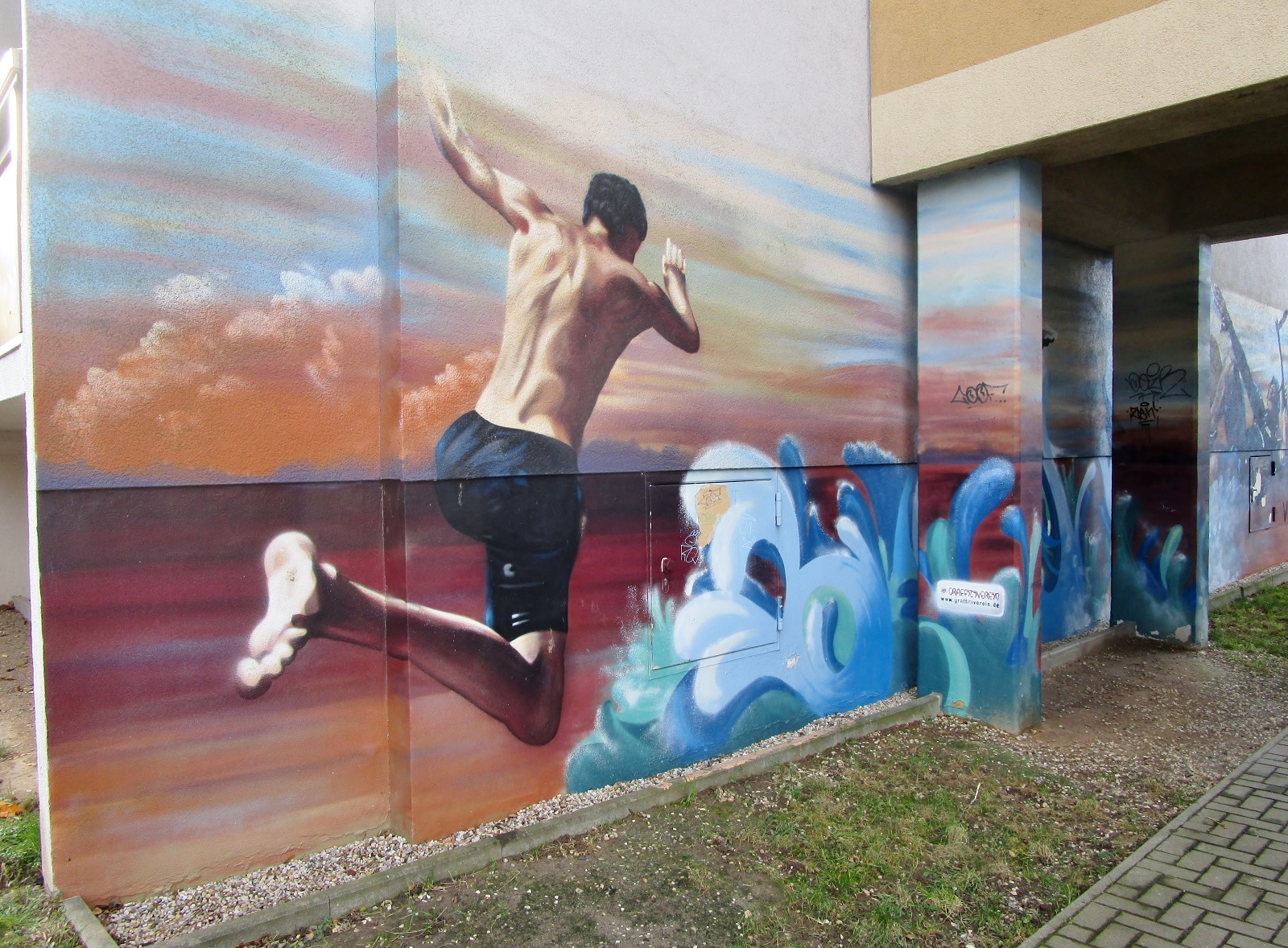
Peinture murale à Grünau-Nord
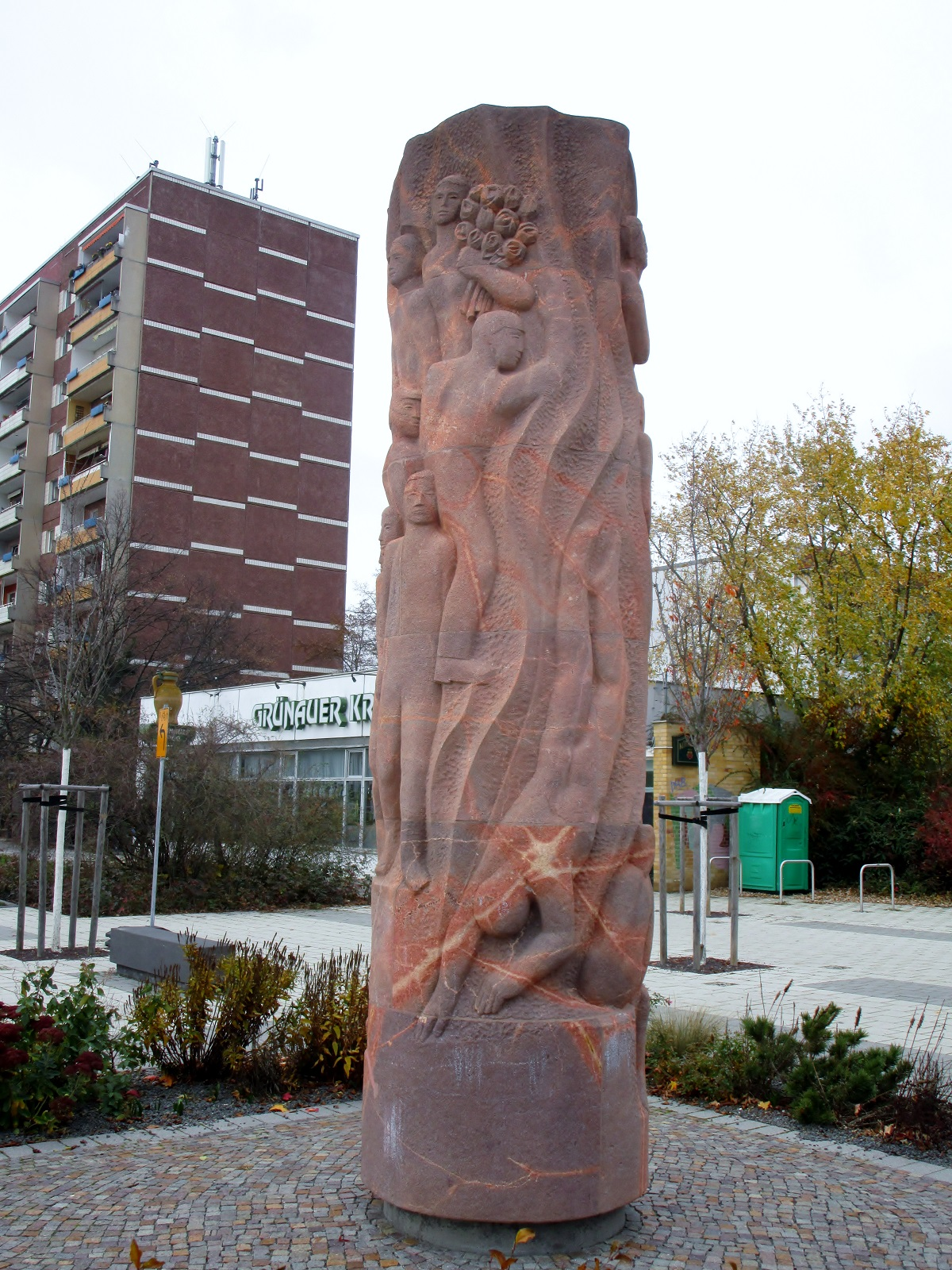
Stèle "Tour de la jeunesse" (1988)

## Histoire

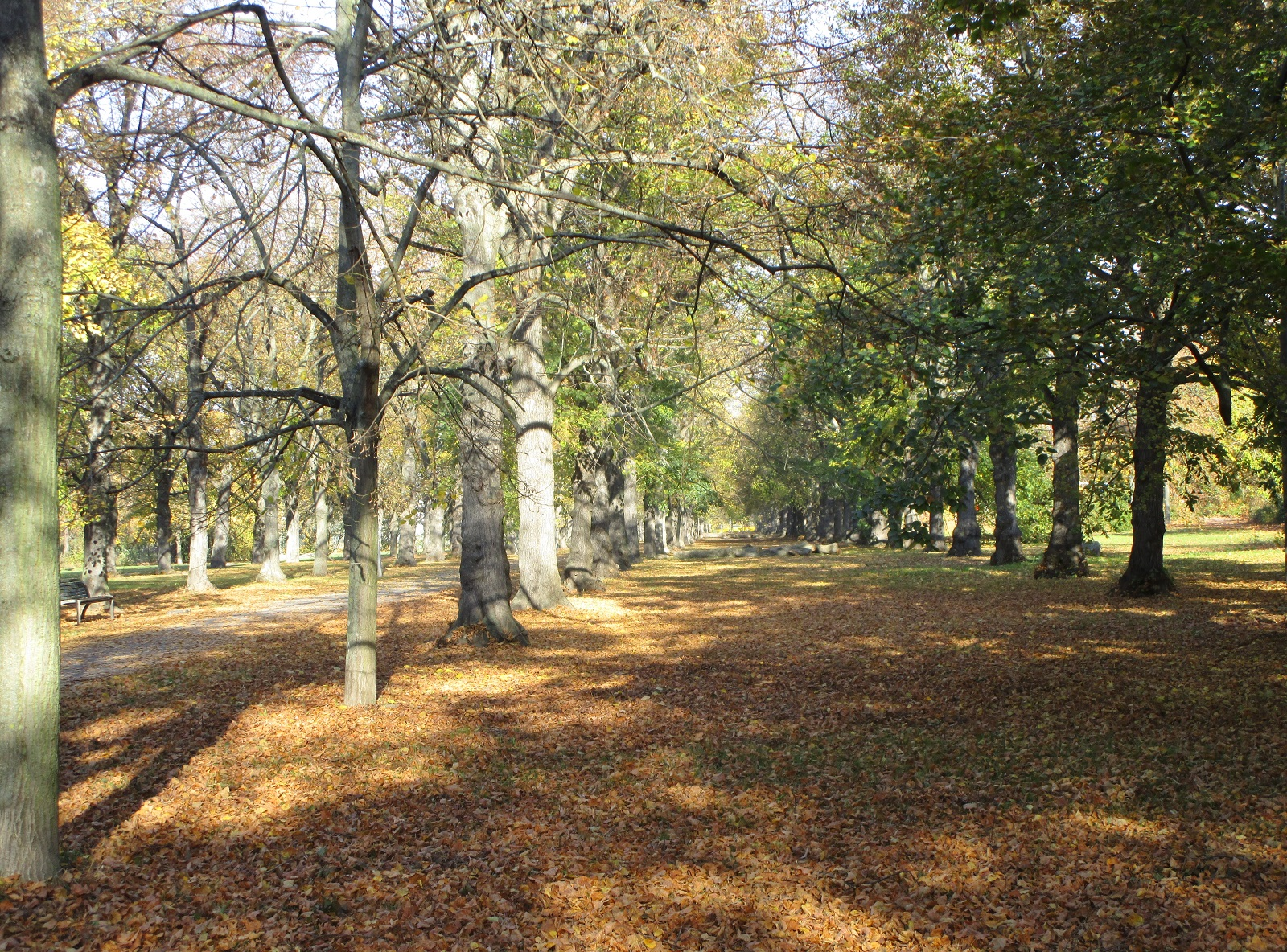
Parkallee (Avenue du parc) de 1911/12, aménagée comme une liaison entre le parc du domaine de Schönau et le parc de la Villa Sack

Le grand lotissement actuel Grünau a été construit sur un terrain verdoyant à la périphérie de Leipzig. Depuis 1793, l'ancienne  route Lützner Land- und Heerstraße mène de Leipzig à Lützen et à Weißenfels à l'emplacement de l'actuelle Lützner Straße. Le Kirschberg (127 m d'altitude), du nom d'une ancienne plantation de cerisiers, fait partie d'une moraine terminale sur une plaque plate du Pléistocène. Cette moraine terminale Dehlitz-Rückmarsdorf est une vague de terrain nord-sud qui commence à Bienitz et s'étend sur le Wachberg et le Sandberg à Rückmarsdorf et tourne plus au sud vers l'ouest. Jusqu'en 1830, le Kirschberg s'appelait le vignoble. Il y avait déjà le village de Schönau, un manoir avec un parc (aujourd'hui parc Schönau) et de là une connexion d'avenue aménagée en 1911/12 avec l'actuel parc Robert Koch au sud. Le nom de Grünau ne vient pas d'un village qui s'y trouvait, mais d'une colonie de jardin appartenant à Kleinzschocher qui a été aménagée dans les années 1920 à la limite sud de la grande colonie actuelle. Au début du XXe siècle était ici, près de l'ancien ligne de chemin de fer Plagwitz-Pörsten, partie de la propriété agricole du Vorwerk Lausen.
Sur la Lützner Straße, à l'ouest du village de Schönau, il y avait une caserne qui a été construite à l'époque de la Reichswehr et qui a ensuite été utilisée d'abord par la Wehrmacht puis par le Groupement des forces armées soviétiques en Allemagne. Le 24 septembre 1982, réaction en chaîne avec explosion de munitions dans la caserne, plusieurs écoles sont évacuées. Après 1991, date du départ des derniers soldats soviétiques, une zone résidentielle, commerciale et de loisirs développée sur l'ancien site de la caserne, le quartier Schönauer Viertel, est aménagée avec des maisons unifamiliales et un centre commercial.

### Phase de planification et de construction

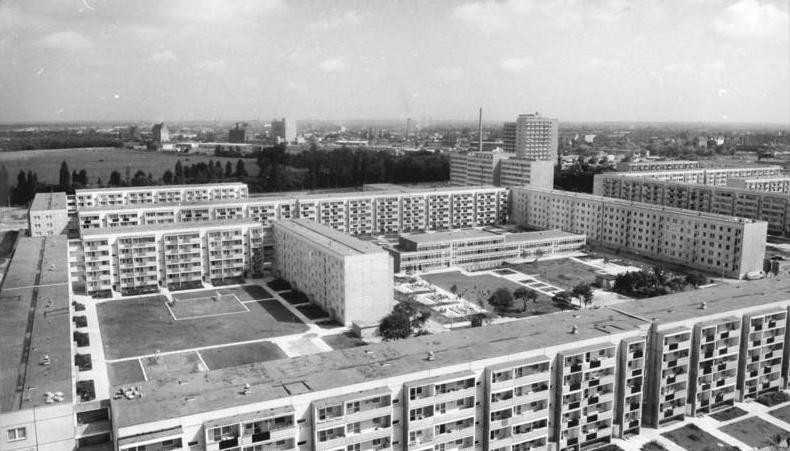
Immeubles à Grünau, 1981

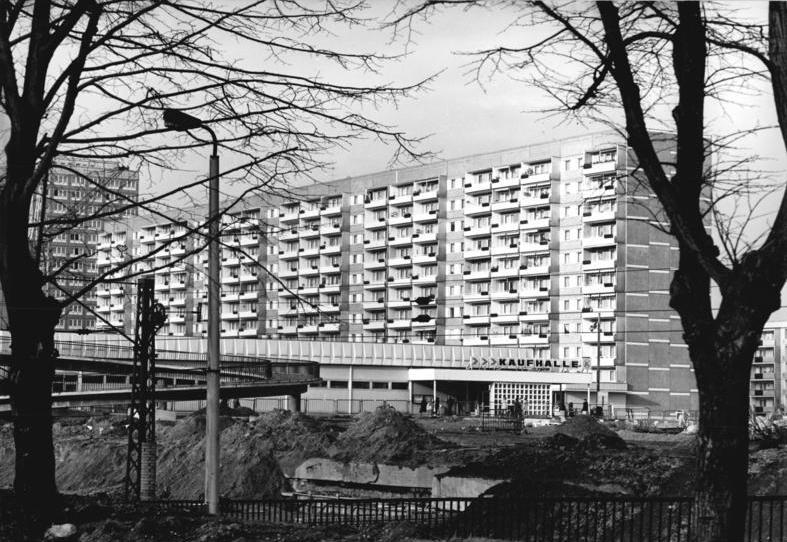
Immeuble à Grünau, 1982

La planification d'un grand ensemble à l'ouest de Leipzig a commencé par un concours ouvert de développement urbain en RDA, qui s'est déroulé de mai à novembre 1973 avec un grand succès. À la suite du concours, le jury a recommandé d'utiliser pleinement la zone de construction pour 36 000 appartements prévus, dans lesquels un maximum de 100 000 habitants devraient vivre. L'urbanisme global, l'idée de conception fonctionnelle et urbaine ont été créés par les architectes et ingénieurs de Leipzig sous la direction de Horst Siegel. Il a pris en compte les aspects d'aménagement urbain, de circulation et de technologie urbaine ainsi que les espaces ouverts et les zones récréatives.
Le 1er juin 1976, le maire Karl-Heinz Müller a posé la première pierre sur le bord nord du ensemble résidentiel no 1. A l'occasion du 10e anniversaire, un mémorial a été érigé sur ce site. À la fin des années 1980, huit complexes de logements préfabriqués industriels avaient été construits dans les quartiers de Kleinzschocher, Schönau (en partie démoli en raison de la surconstruction), Lausen et Großmiltitz. Entre 1976 et 1982, des bâtiments préfabriqués principalement de 5 étages avec des espaces verts relativement grands ont été construits.
Dans les années qui ont suivi, des complexes résidentiels moins chers ont été construits. Depuis que l'on a tenté de créer autant d'espace de vie que possible en peu de temps, des bâtiments résidentiels préfabriqués de 6 et 11 étages et les immeubles de grande hauteur de 16 étages PH 16 ont été construits, où de généreux espaces verts et ouverts ainsi que les ascenseurs et les interphones ont été supprimés. La construction de nouveaux appartements a été achevée en 1988.
Après son achèvement à la fin des années 1980, Grünau comptait plus de 85 000 habitants, ce qui était un record historique. Cela correspondait aux dimensions d'une grande ville moyenne.
La phase de développement (1976-1988) a fait place à une phase de consolidation qui a duré jusqu'à la seconde moitié des années 1990. Au cours de cette phase, l'infrastructure manquante a été modernisée. Les écoles et les combinaisons d'enfants ont déjà été prises en compte dans la phase de développement. Une maison de la culture existe depuis 1983 avec la maison Völkerfreundschaft (en français: Amitié des Nations). Depuis 1993, c'est un Offener Freizeittreff (en français: club de loisirs ouvert) avec une salle événementielle pour 250 personnes. À Grünau, l'institution s'appelle "Völle".
Après 1990, les opportunités de shopping et de loisirs se sont également améliorées. En 1995, le centre commercial PEP a ouvert ses portes, en 1996 l'Allee-Center et à côté un cinéma multiplex avec huit écrans, l'actuel Cineplex Leipzig. Il existe également 321 magasins de détail à Grünau. La piscine de loisirs Grünauer Welle (avec bassin sportif) a ouvert ses portes en 1999 et le Kulkwitzer See, qui est une zone de loisirs locale depuis 1973, est utilisé pour les loisirs locaux par les résidents. Le rocher d'escalade artificiel K4, la plus grande installation d'escalade en plein air de Leipzig, se trouve à Grünau depuis 2001. En 2010, un nouveau lieu de théâtre pour enfants et adolescents, le Theatrium sur l'Alte Salzstraße à Grünau-Ost, qui a été construit pour 1,2 million d'euros. En matière d'activités culturelles et de loisirs, le quartier est considéré comme sous-équipé en infrastructures, malgré des « offres sélectives ». Le centre de Grünau est formé par la zone autour de la Lützner Strasse et de la Stuttgarter Allee.
Il y a aussi trois églises à Grünau, l'église évangélique luthérienne Pauluskirche (achevée en 1983) avec l' église du village de Schönau du XVe siècle comme branche, et l'église catholique Saint-Martin (achevée en 1985). Les deux bâtiments ont été érigés à l'instigation des congrégations, qui s'étaient auparavant réunies dans des appartements, et avec le soutien financier des églises ouest-allemandes.

### Phase de démantèlement
Malgré ces efforts, le processus de contraction démographique n'a pas pu être évité.
| Année | Habitants |
| ----- | --------- |
| 1979  | 16.000    |
| 1981  | 36.000    |
| 1983  | 60.000    |
| 1989  | 85.000    |
| 1992  | 78.000    |
| 1995  | 74.000    |
| 1999  | 63.500    |
| 2002  | 61.000    |
| 2004  | 49.400    |
| 2008  | 42.500    |
| 2010  | 40.700    |
| 2016  | 43.600    |

La ville a réagi en 1999 par un "pacte raisonnable" avec les plus importantes sociétés de logement de Grünau, dont la Leipziger Wohnungs- und Baugesellschaft (LWB) et une demi-douzaine de coopératives. La devise était « Plus de qualité avec moins de maisons ». Le nouveau concept d'urbanisme distinguait une zone centrale et une ceinture de redéveloppement urbain. Avec les programmes de développement, la zone centrale des ensembles résidentiels 1 à 4 et 5.1, qui ont été construits de manière beaucoup plus généreuse et moins compacte que les autres zones, devrait être sécurisée et revalorisée à long terme.

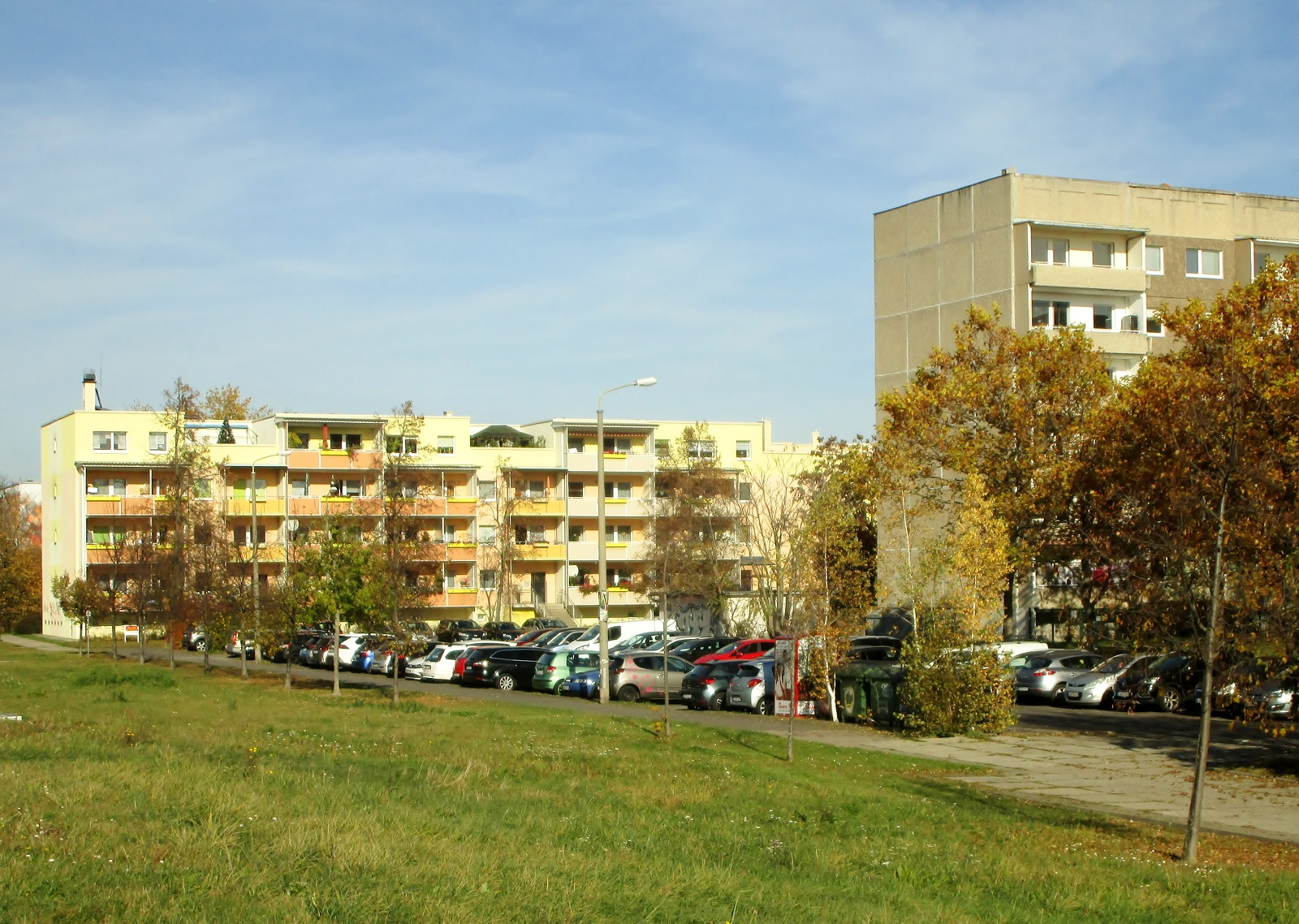
Plattenbau WBS 70 transformé en maison mitoyenne

Les ensembles résidentiels 5.2, 7 et 8, qui ont été construits à partir de 1981, ont été définis comme des ceintures de redéveloppement urbain vers 2000. Ces parties avaient le taux de vacance le plus élevé de tout Leipzig, dans certains cas plus de 25 %. Les mesures de démolition devraient donc également être concentrées dans ces zones. Dans le même temps, les noyaux de stabilisation, c'est-à-dire les zones rénovées au sein de la ceinture de redéveloppement urbain, doivent être préservés et revalorisés par la démolition des bâtiments non rénovés. L'offre de médecins et de pharmacies devrait également y être maintenue afin de répondre à la demande croissante d'une population vieillissante.
En phase de démantèlement de 2000 à 2015, la quasi-totalité des PH 16 tours et de nombreux grands blocs de maisons démolis, un total de 8 000 appartements. Le LWB a commencé en décembre 2000 avec le démantèlement de l'immeuble de grande hauteur (PH 16) de la Garskestrasse 5, qui avait été construit en 1982 comme hôtel pour ouvriers du bâtiment et n'a pas été utilisé depuis 1997. Mais ce n'était pas seulement démoli. Depuis mai 2008, les bâtiments de six étages de l'Uranusstrasse ont été transformés en maisons mitoyennes avec un système de chauffage innovant. En 2014, la coopérative d'habitation UNITAS a démoli un immeuble de six étages sur quatre étages. En mars 2013, l'association de logement Lipsia a annoncé son intention de démolir le bâtiment de six étages à Zschampertaue et de construire trois nouvelles maisons mitoyennes uniques dans le quartier. Ils étaient prêts à être occupés à l'été 2015.
Le financement provenait du programme « Stadtumbau Ost ». Depuis 2005, Grünau est également une zone de développement du programme « Soziale Stadt ».

### Phase de consolidation

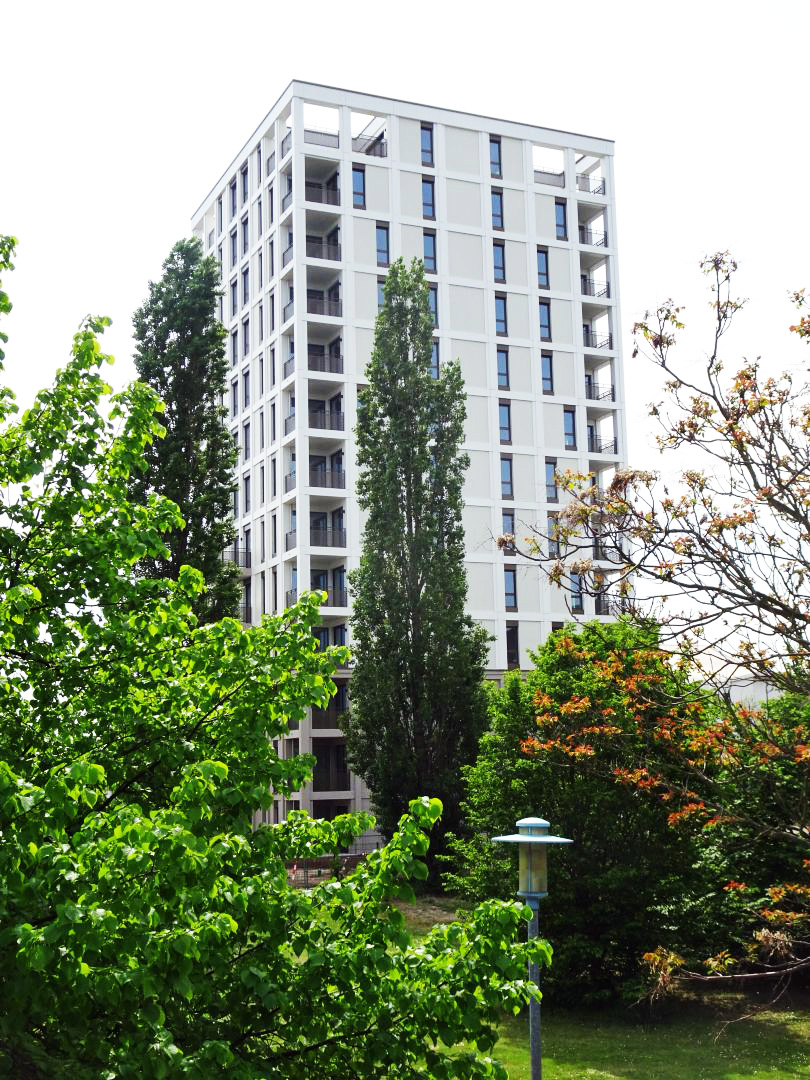
La tour Lipsia achevée en 2020

À ce moment-là, le déclin démographique avait déjà cessé. Depuis 2014 environ, le quartier a quelque peu bénéficié des gains migratoires en raison de la forte augmentation globale de la population dans la ville de Leipzig. Une phase de consolidation commence. La coopérative d'habitation Lipsia a fait la déclaration structurelle la plus frappante avec un immeuble de grande hauteur de 13 étages qui a été construit sur le site de démolition de son ancien immeuble de onze étages sur Brackestraße (Tour Lipsia, achèvement en 2020 et 37e sur la Liste des gratte-ciel de Leipzig). Le Integriertes Stadtteilentwicklungskonzept Grünau 2030 (concept de développement de quartier intégré Grünau 2030) se veut une ligne directrice du développement urbain pour une densification renouvelée et la création de relations spatiales. Après cela, « la démolition était indispensable pour maintenir l'attractivité de Grünau, créer de nouvelles qualités et ouvrir la voie à la nécessaire différenciation de l'offre de logements. ». Un nouveau centre citoyen et éducatif est également en discussion, qui est maintenant prévu sur la Stuttgarter Allee chez le Grünauer Welle, le " l'Amitié des Nations " et le marché à l'intersection de la Stuttgarter Allee et de la Alter Salzstraße. Selon le Integriertes Stadtteilentwicklungskonzept Grünau 2030, Grünau dispose de plus de 60 hectares de terrains constructibles libres en raison de la démolition.

## Enseignement
Des écoles et des groupes dits « Kinderkombination » ont été construits en même temps que les complexes résidentiels. Le 5 septembre 1977, la première école est livrée, l'actuelle école Joachim Ringelnatz (école primaire). Il a été entièrement rénové entre 2006 et 2008 et est situé dans le quartier de Grünau-Ost. Une vingtaine d'écoles supplémentaires ont été ajoutées alors que le grand ensemble était encore en phase de développement. Lorsque la population a diminué, des fermetures ont été discutées. Deux de ces écoles préfabriquées ont été démolies au cours du réaménagement urbain. En 2003, les plans de fermeture de l'école traditionnelle Max Klinger (lycée) sont devenus connus. Après une protestation, la fusion avec le Georg-Christoph-Lichtenberg-Gymnasium a eu lieu en 2004 (une école sur deux sites) annoncée. En raison de l'avenir incertain, il y avait un retard de rénovation dans les écoles de Grünau. En 2015, des droits acquis ont été accordés à toutes les écoles de Grünau et un ambitieux programme de rénovation a commencé. Le site scolaire fermé An der Kotsche a été réactivé. L'idée de campus joue un rôle majeur, par exemple au centre scolaire Grünau-Nord avec, entre autres, l'école Max Klinger. De plus, il y a un besoin pour 3 nouvelles écoles élémentaires. 2021 Grünau compte 6 écoles élémentaires, 2 lycées, 2 lycées, 6 écoles spécialisées, 2 écoles professionnelles et 2 écoles non publiques : la Freie Schule Leipzig et le Bischöfliches Maria-Montessori-Schulzentrum Leipzig (Episcopal Maria Montessori School Center Leipzig),.

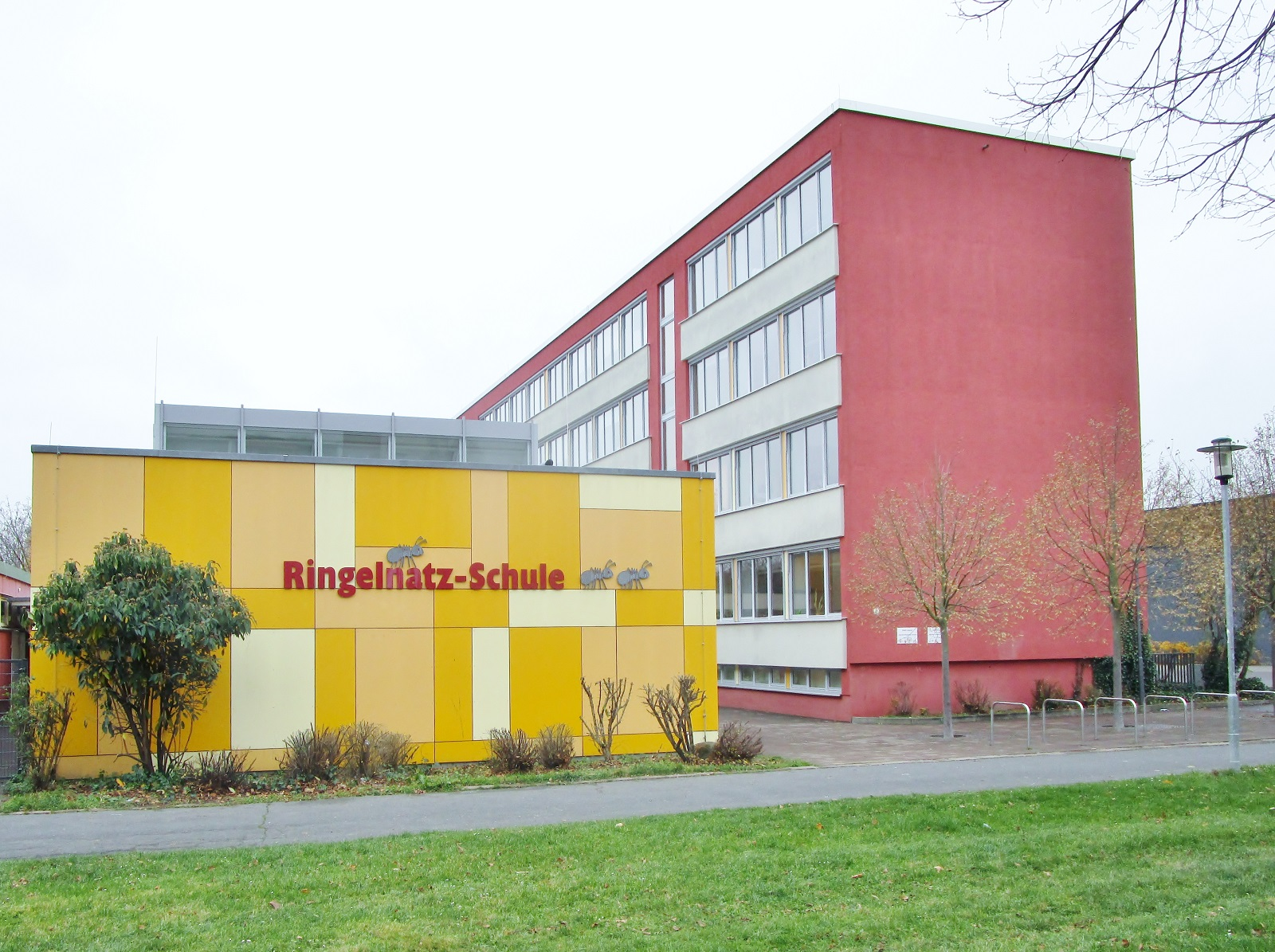
École Joachim Ringelnatz (école primaire)
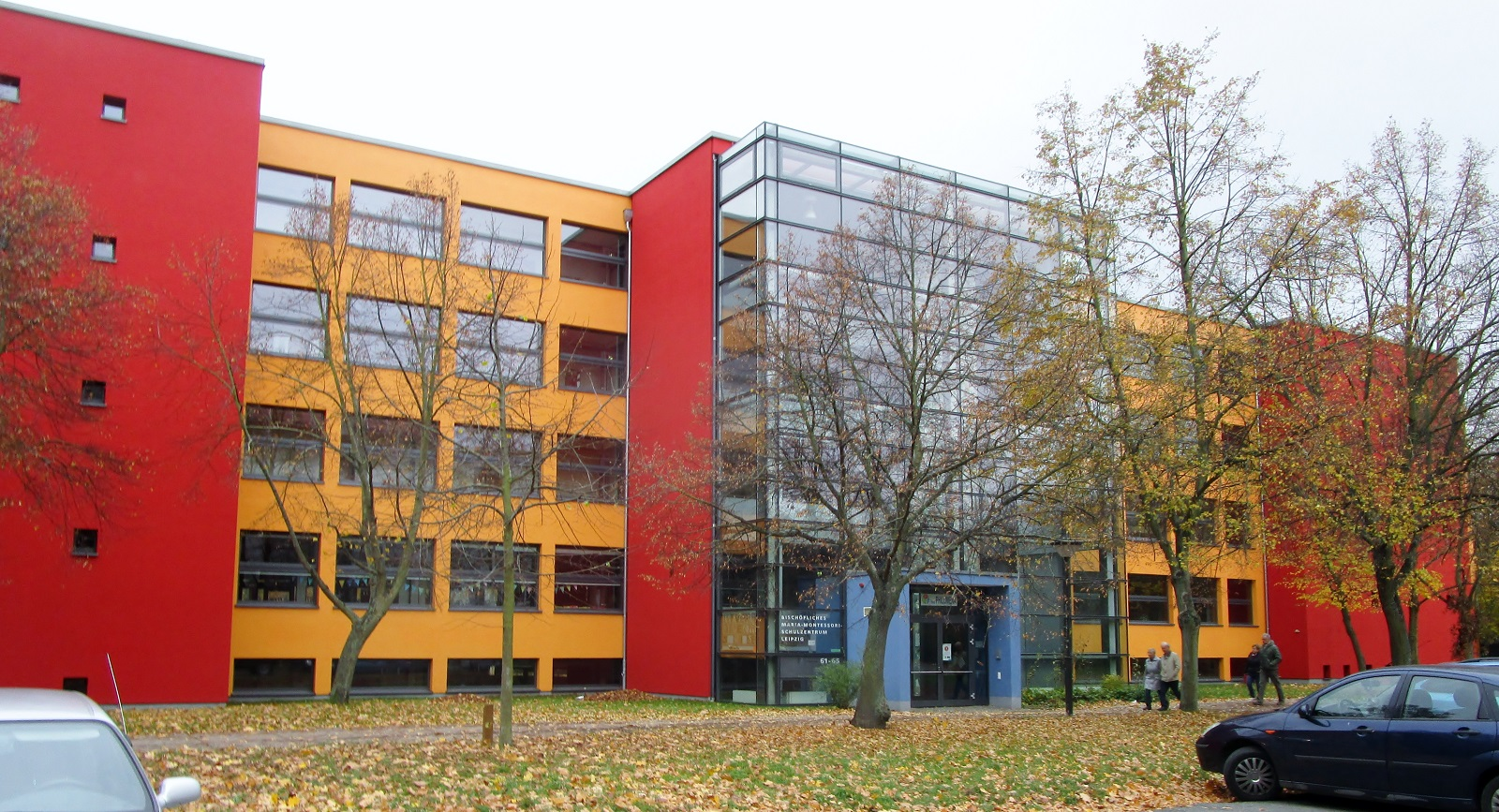
Bischöfliches Maria-Montessori-Schulzentrum
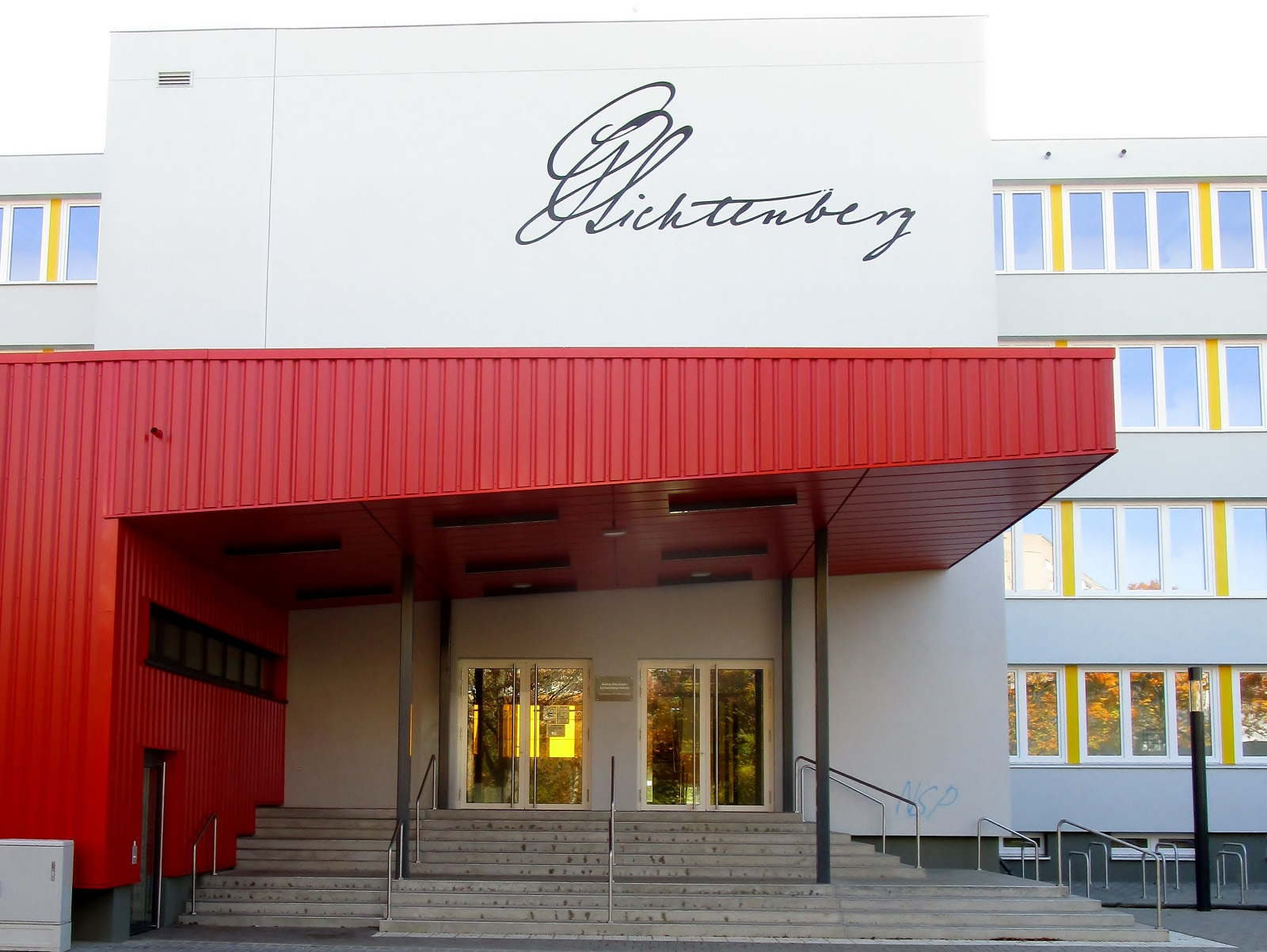
Lichtenberg-Gymnasium rénové
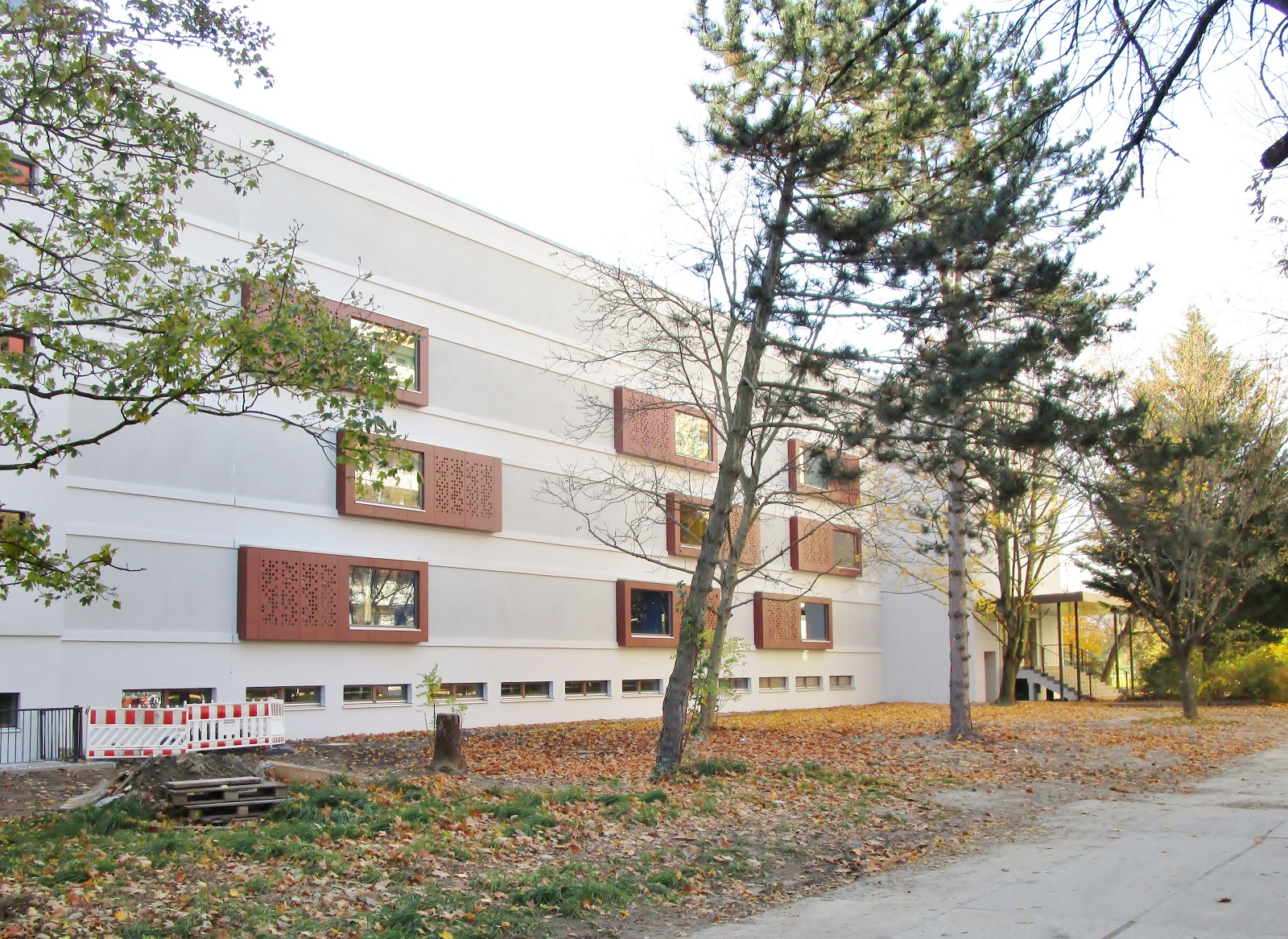
Freie Schule à Leipzig-Grünau
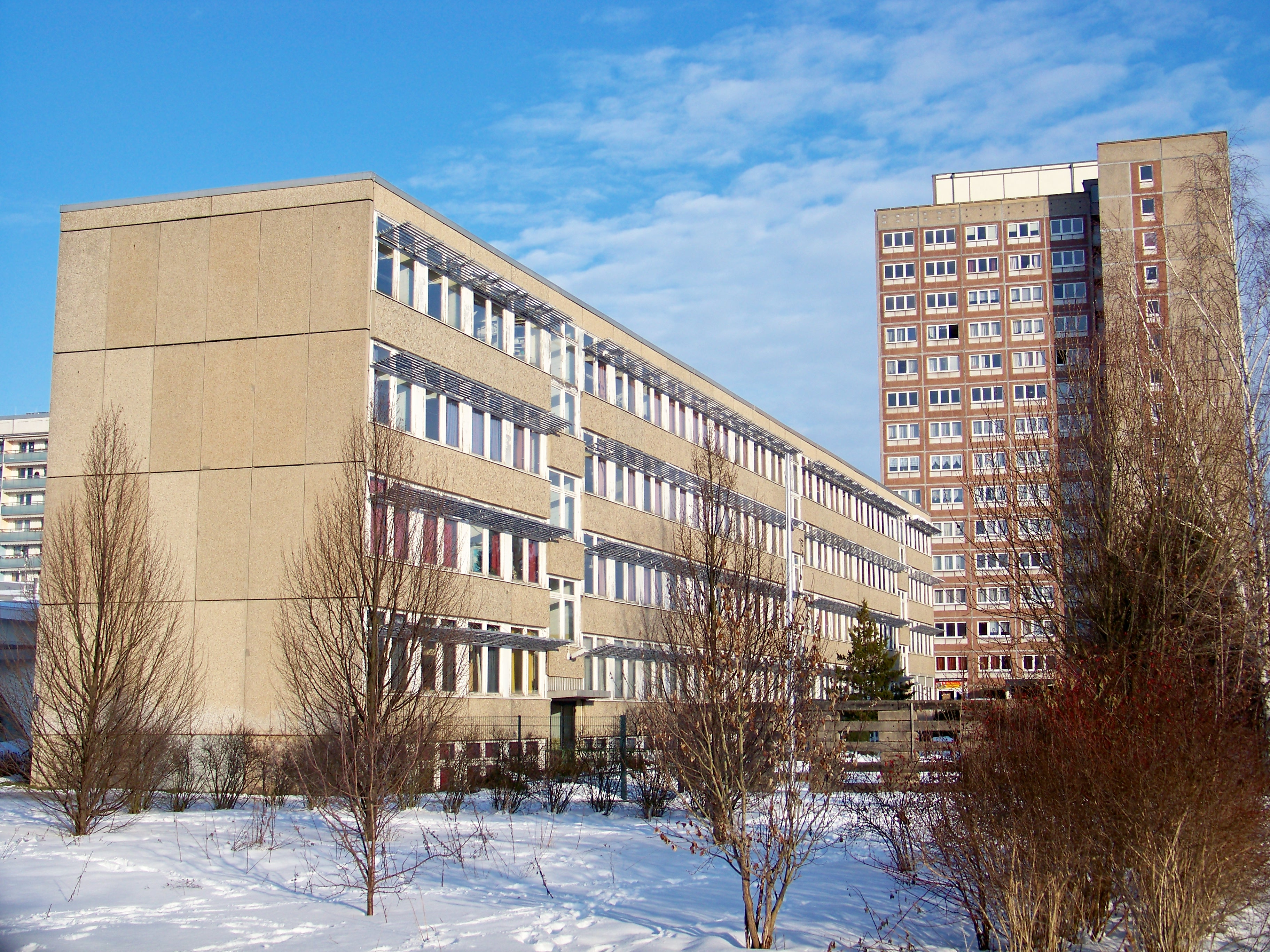
85e École dans son état d'origine
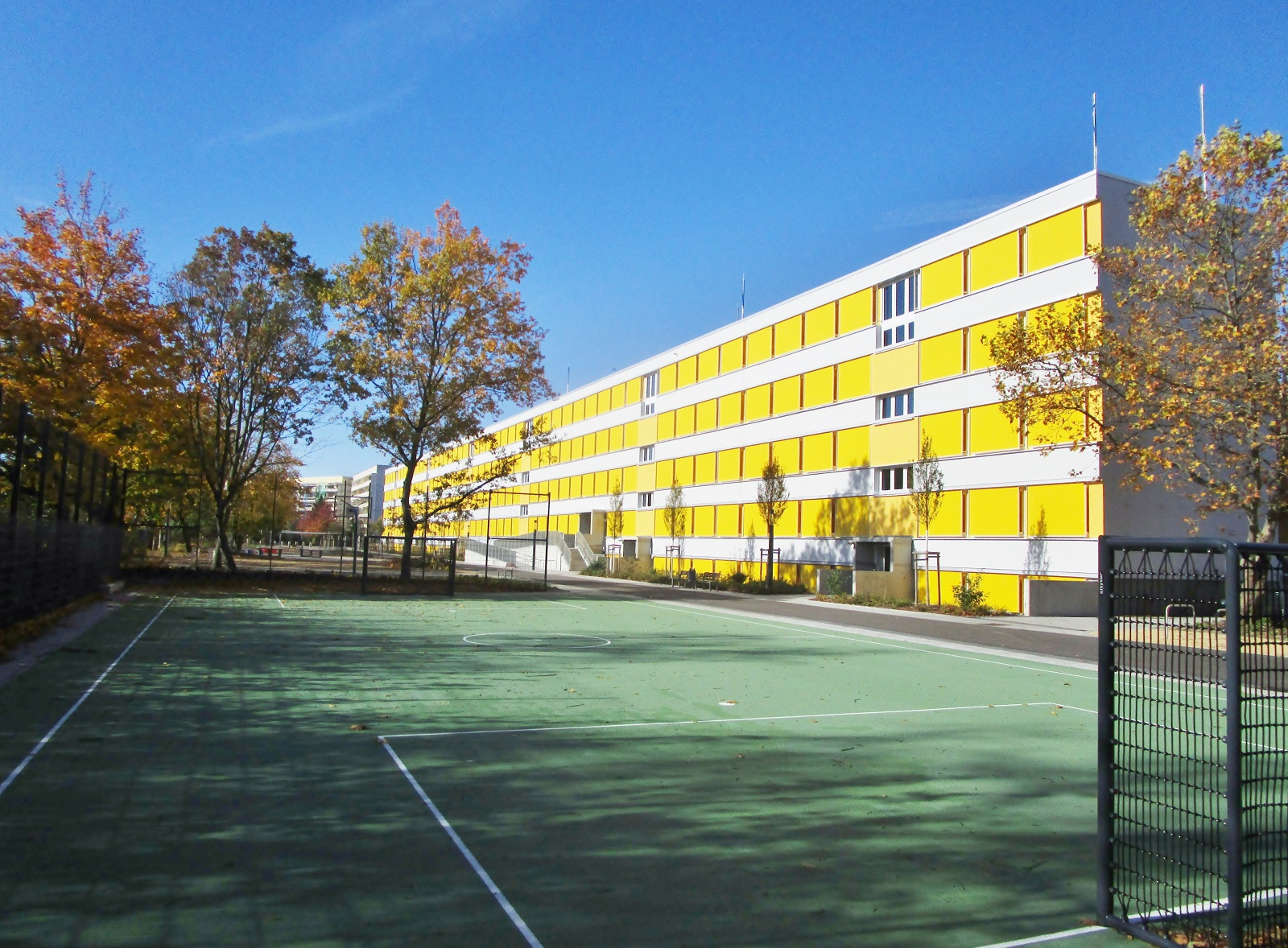
85e École rénovée
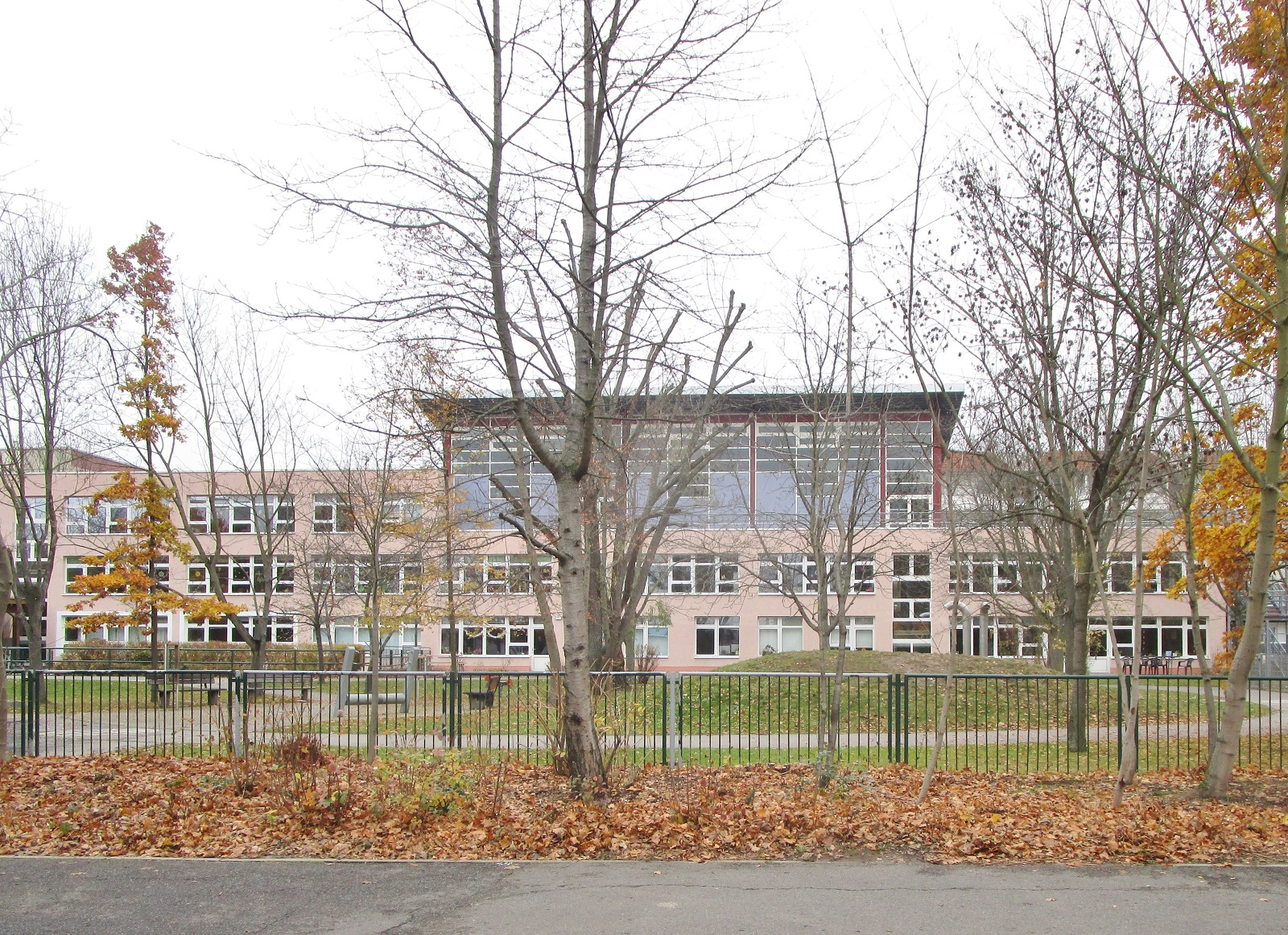
École spéciale pour handicapés mentaux à Leipzig-Grünau

## Trafic
La planification originale de Grünau correspondait au modèle de développement urbain de la Charte d'Athènes (CIAM) , selon lequel les fonctions dans les villes devaient être clairement séparées. En conséquence, Grünau allait devenir une ville satellite enchâssée dans la verdure à la périphérie de Leipzig avec une fonction purement résidentielle. Le système de transport devait être conçu de manière que les résidents puissent être transportés rapidement et efficacement vers leur lieu de travail. Des axes de circulation efficaces ont été créés.

### Axes de circulation dans le sens ouest-est
Énumérés ici dans l'ordre du nord au sud :
- Lyoner Straße sur le bord nord, sur lequel passe aujourd'hui la Bundesstraße 87 avec une connexion au Mittlerer Ring de Leipzig
- Lützner Straße avec ligne de tramway dans le cadre de l'ancienne liaison routière de Leipzig à Thuringe
- Alte Salzstraße[18] uniquement pour les piétons et les cyclistes, à travers Grünau
- Ligne S-Bahn
- Ratzelstraße sur le bord sud avec ligne de tramway

### Axes de circulation dans le sens nord-sud
Listés ici dans l'ordre d'ouest en est :
- Straße am See à l'extrémité ouest de Grünau parallèle au Kulkwitzer See
- Une section de la route est marquée comme Bundesstraße 87
- Stuttgarter Allee dans la zone centrale de Grünau, principalement pour la circulation des piétons et des vélos
- Schönauer Straße , qui relie le Bundesautobahn 38 et le Mittlerer Ring
- Brünner Straße comme limite est de Grünau

### Circulation piétonne et cycliste
Des sentiers pédestres et des pistes cyclables séparés parcourent toutes les rues mentionnées et des deux côtés du S-Bahn. L'intérieur des complexes résidentiels est dépourvu de voies de circulation. Cette conception est adaptée aux piétons, mais pose des problèmes pour le trafic de livraison.
Grünau se trouve sur la piste cyclable Innerer Grüner Ring de Leipzig , qui n'est plus balisée depuis 2020, et sur la piste cyclable Elster-Saale, qui est destinée à relier la piste cyclable Elster et la piste cyclable Saale , mais jusqu'à présent, en venant de Lützen comme sentier ferroviaire de Pörsten se termine à Lausen. Une continuation via l' Alte Salzstraße ou via le Lausner Weg via Grünau dans le centre-ville de Leipzig est à l'étude.
Le concept de développement de quartier intégré Leipzig-Grünau stipule que le développement intérieur pour le trafic cyclable est bon, la connexion avec les quartiers voisins, en particulier avec Plagwitz , doit être améliorée.

### S-Bahn

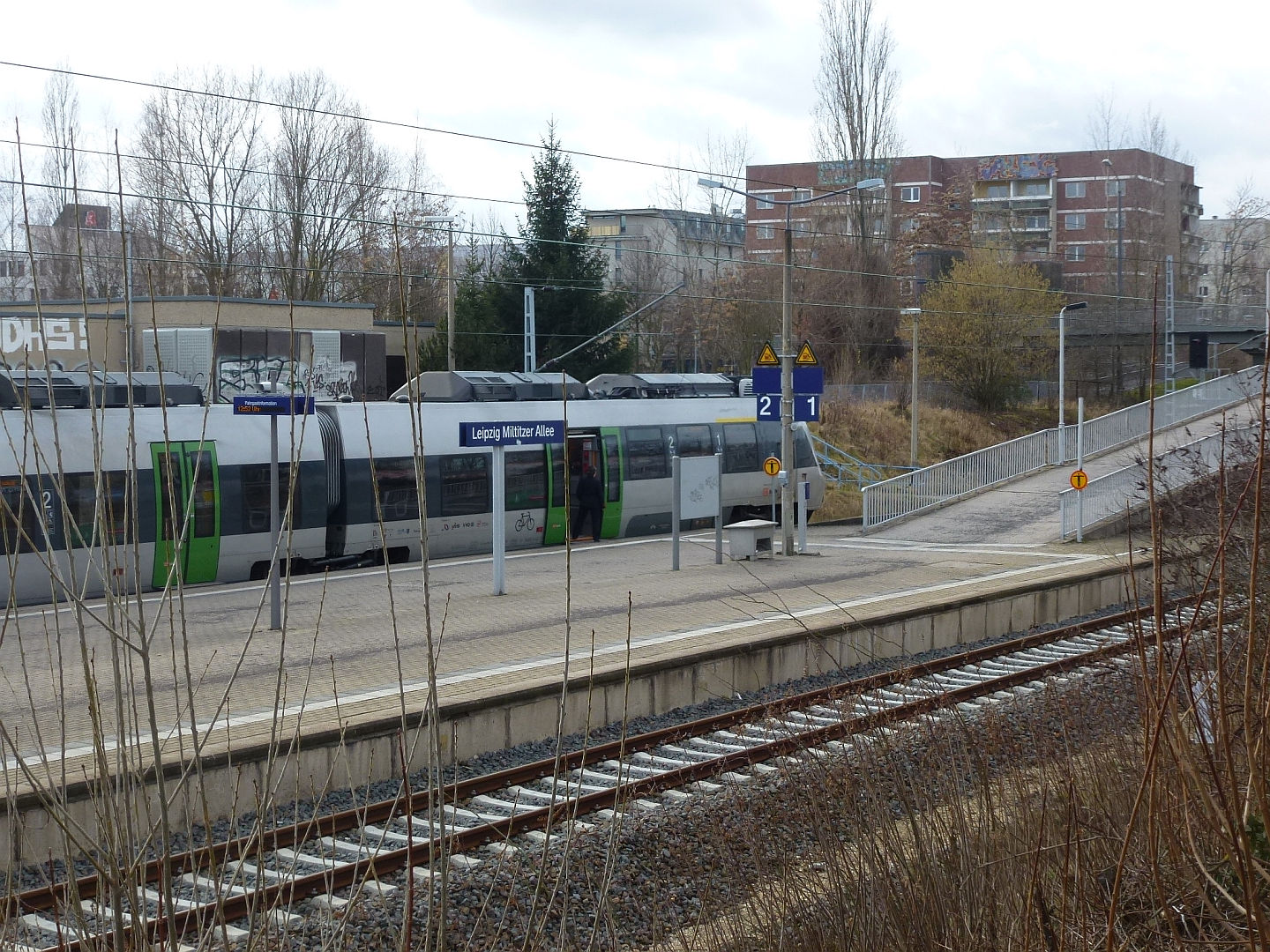
Ligne S-Bahn avec le terminus Miltitzer Allee, 2016

Une ligne de S-Bahn longue de 4,1 kilomètres part de la gare de Leipzig-Plagwitz , avec les quatre points d'embarquement suivants à Grünau :
- Leipzig Grünauer Allee
- Alleecenter Leipzig
- Leipzig, Karlsruher Straße
- Leipzig Miltitzer Allee comme terminus

Le S1 qui circule ici circule toutes les 30 minutes de Miltitzer Allee via Plagwitz, Lindenau, Leutzsch, Möckern, Gohlis et le City Tunnel jusqu'à Stötteritz. Les opérations y ont été suspendues de mai 2011 à décembre 2013 pour des raisons financières. Depuis la mise en service du nouveau réseau S-Bahn d'Allemagne centrale , des autorails Bombardier Talent 2 ont été utilisés à la place des trains-navettes à deux étages précédemment utilisés. Dès que la construction des ponts fluviaux entre Möckern et Leutzsch sera achevée, suffisamment de voies seront libres pour que le S1 soit compressé à un cycle de 15 minutes. À long terme également, la nouvelle construction d'une ligne de liaison au nord du Kulkwitzer See avec la ligne ferroviaire Leipzig-Großkorbetha prévu en direction de Markranstädt , ce qui permettrait également à la ligne S-Bahn de continuer via Grosskorbetha sur la route Halle-Bebra jusqu'à Weißenfels ou Merseburg,

### Tram

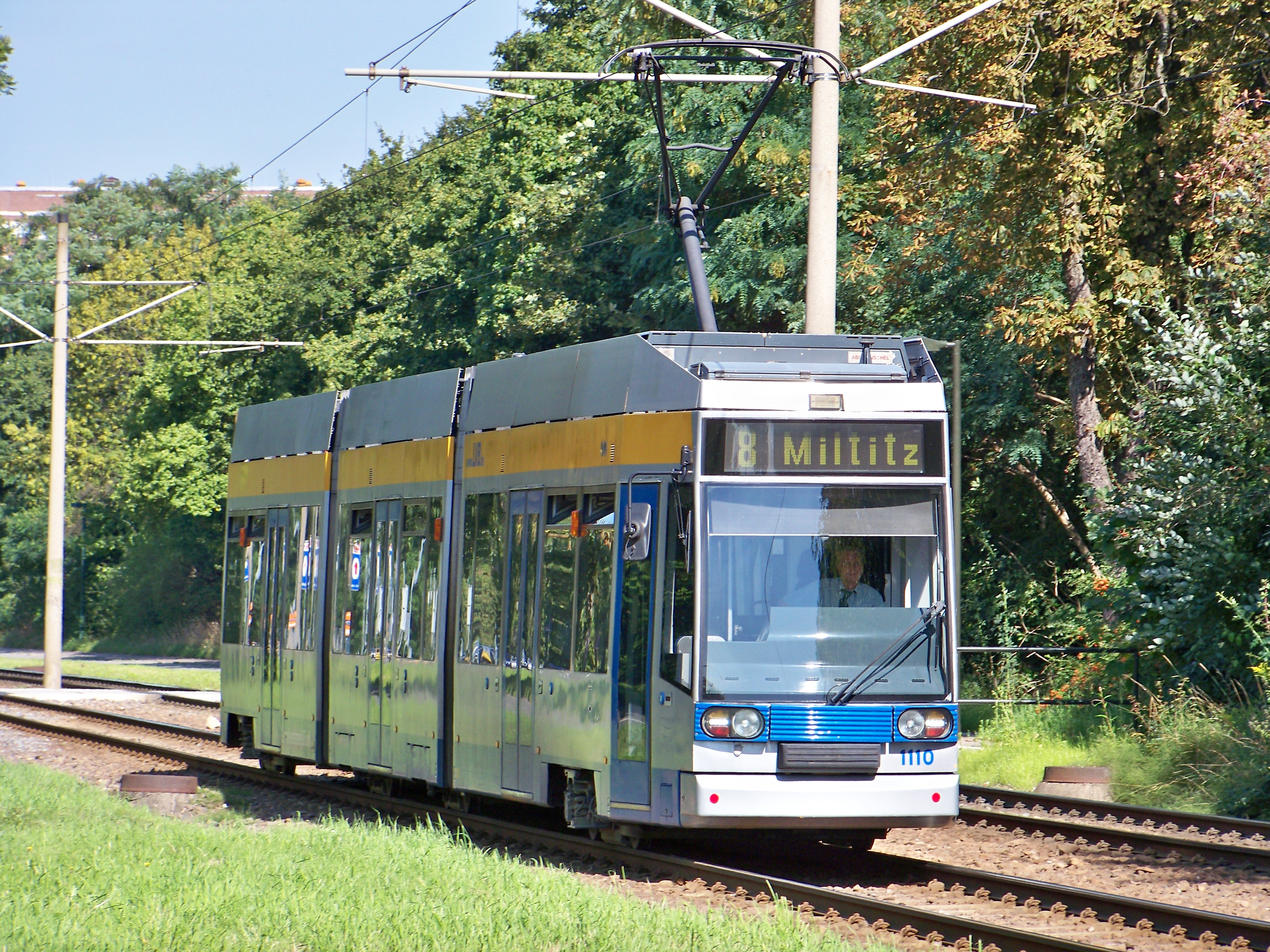
Tram à Leipzig-Grünau

En provenance également du centre-ville, les lignes de tramway 1 (terminus Lausen) et 2 (terminus Grünau-Süd) ainsi que 8 (terminus Grünau-Nord) et 15 (terminus Miltitz) aboutissent à Grünau. Chacune de ces lignes est desservie en semaine toutes les 10 minutes (15 minutes le dimanche), de sorte qu'il y a un cycle de 5 minutes sur Ratzelstrasse et Lützner Strasse dans la partie est (7,5 minutes le dimanche). Avant l'entrée en vigueur du nouveau réseau LVB en octobre 2010, les lignes 2 et 8 desservaient également Lausen et Miltitz. Cette réduction visait à tenir compte de la croissance démographique. Presque tous les tramways ont leur propre voie et la plupart des arrêts sont sans obstacle.

### Autobus
La ligne de bus 65, la ligne la plus importante de l'ouest de Leipzig, relie Grünau aux villes de Markranstädt et au district de Großzschocher toutes les 10 minutes, et au lac Cospuden et Markkleeberg toutes les 20 minutes . De plus, les lignes de bus 61, 62, 66 et 161 désenclavent le quartier et relient Grünau aux quartiers et banlieues environnants. En mars 2011, la ligne de bus locale 66 Grünolino a été mise en place, qui fait une boucle à travers Grünau toutes les heures. Il ouvre de nombreuses installations importantes, des commerces et des zones résidentielles. Le point de départ et d'arrivée est l'Allee-Center, qui est l'un des sponsors qui assument une partie des frais de fonctionnement.

## Noms de rues
À Grünau, certaines des plus grandes rues portent le nom des villes jumelles de Leipzig. En détail :
- Brünner Straße (décision du 19 novembre 1991), avant : Brnoer Straße (décision du 26 octobre 1977)
- Kiewer Straße (résolution du 26 octobre 1977)
- Krakauer Straße (décision du 19 novembre 1991), anciennement : Krakower Straße (décision du 26 octobre 1977)
- Lyoner Strasse (Résolution du 19 mai 1993)
- Plovdiver Straße (résolution du 23 mai 1979)

## Divers

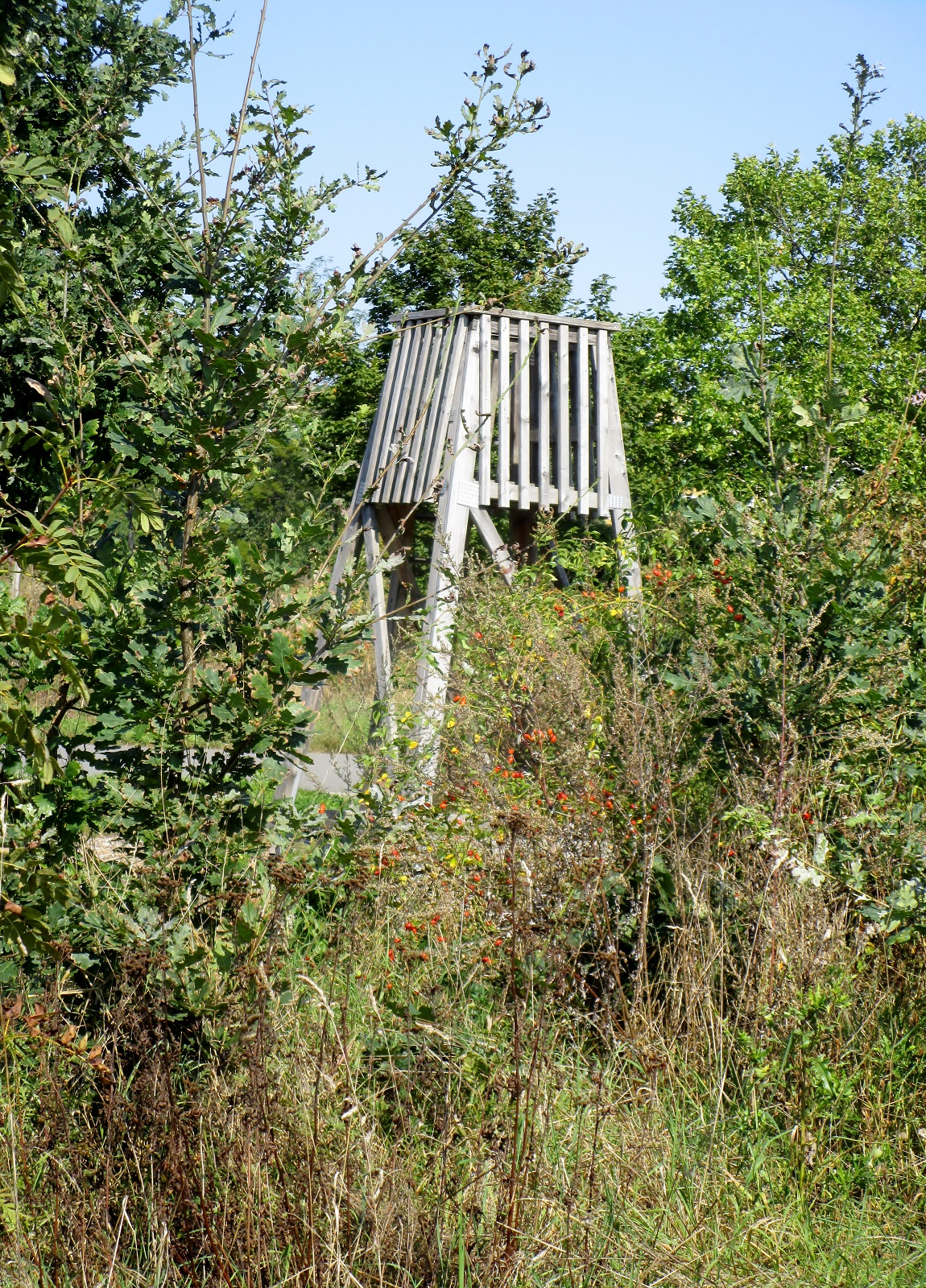
Projet de forêt urbaine

Grünau a beaucoup d'art public à offrir. Le journal régional Grün-As a mis en place un circuit artistique pour chaque Wohnkomplex (WK),,,,,,.
À l'est de Grünau se trouve le parc Robert Koch, ouvert au public depuis 1984 , avec la clinique Robert Koch comme succursale de la clinique municipale St. Georg.
En 2013, une forêt urbaine de 5,5 hectares a été plantée dans le complexe résidentiel 7 sur le site de la «face nord de l'Eiger» démolie (nom moqueur pour un développement résidentiel massif),.
Le photographe Harald Kirschner, qui vit à Grünau, a documenté le développement du quartier dans la période nommée dans le livre illustré « Vom Heimisch Werden - Leipzig-Grünau 1981 bis 1991 ».
Le rappeur Morlockk Dilemma a grandi à Grünau.

## Images

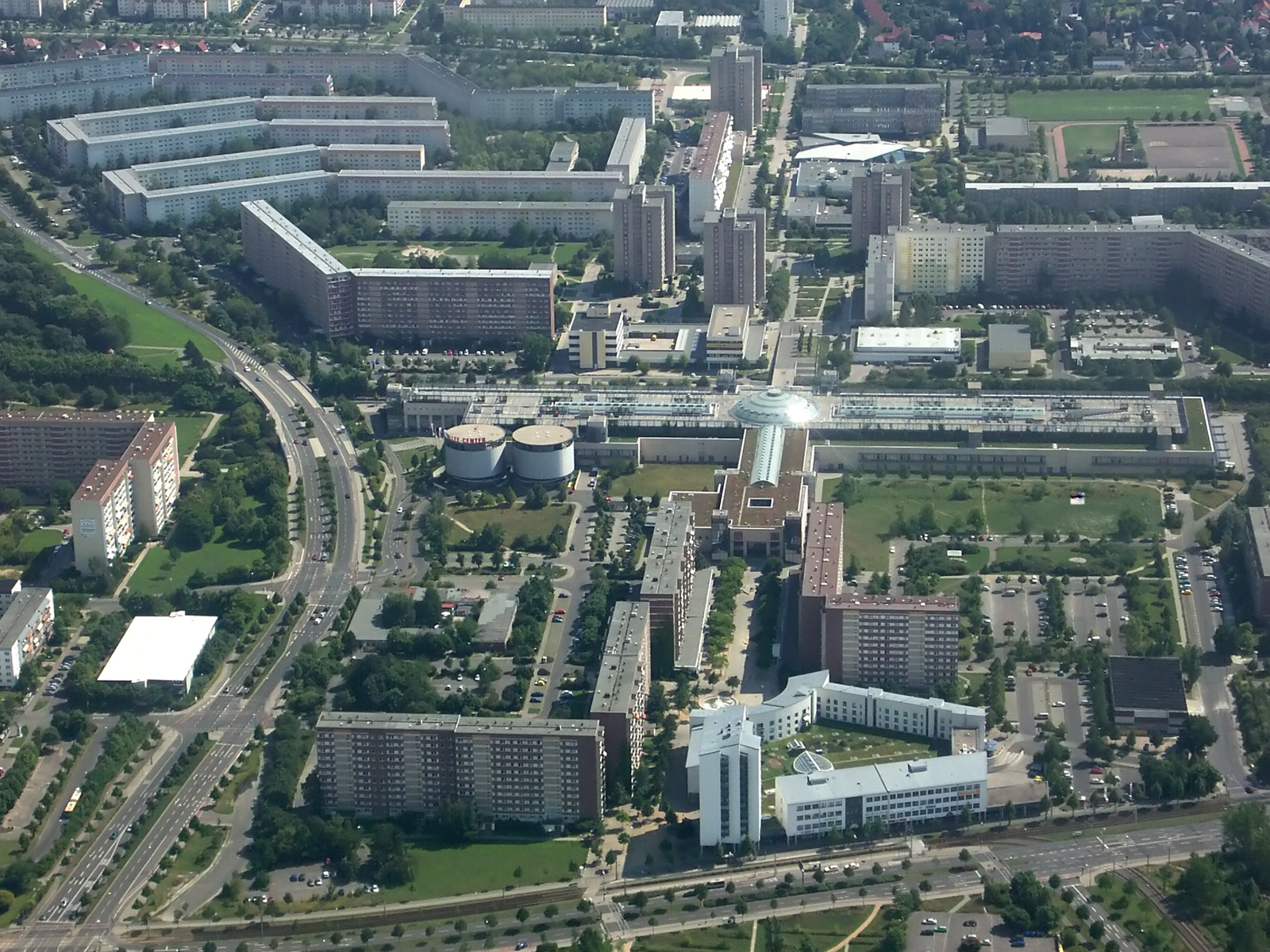
Allee Center (milieu de l'image)
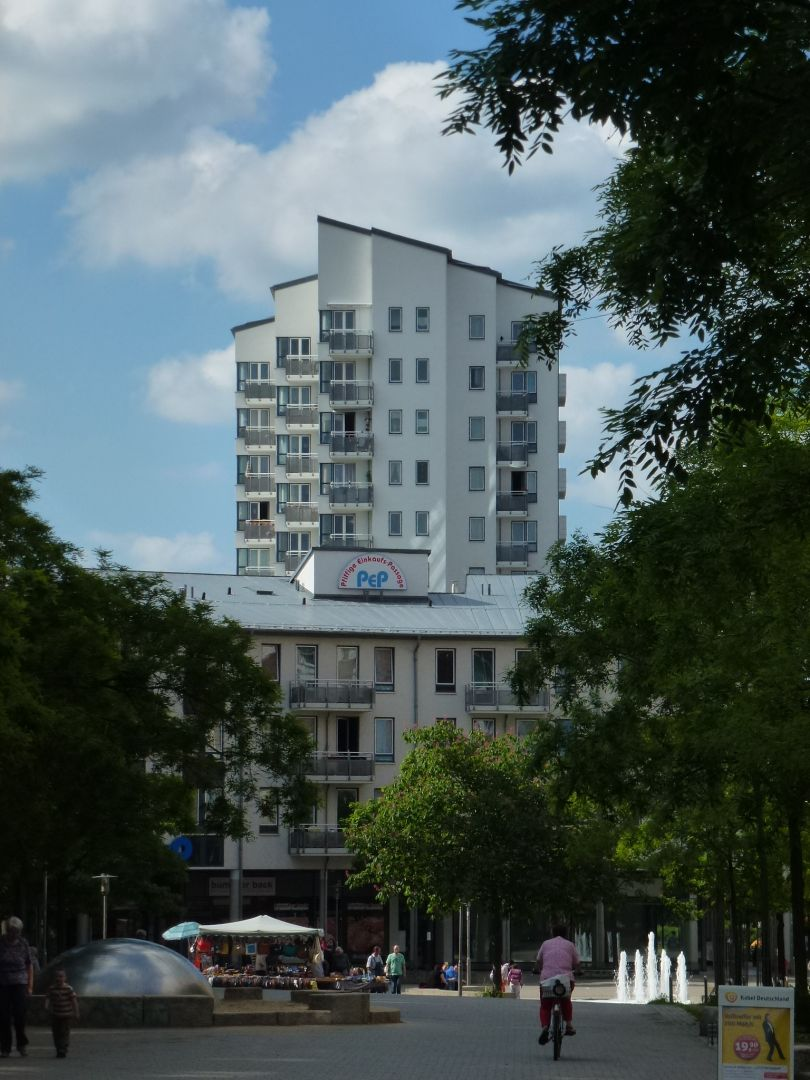
Centre commercial PEP devant un bâtiment préfabriqué
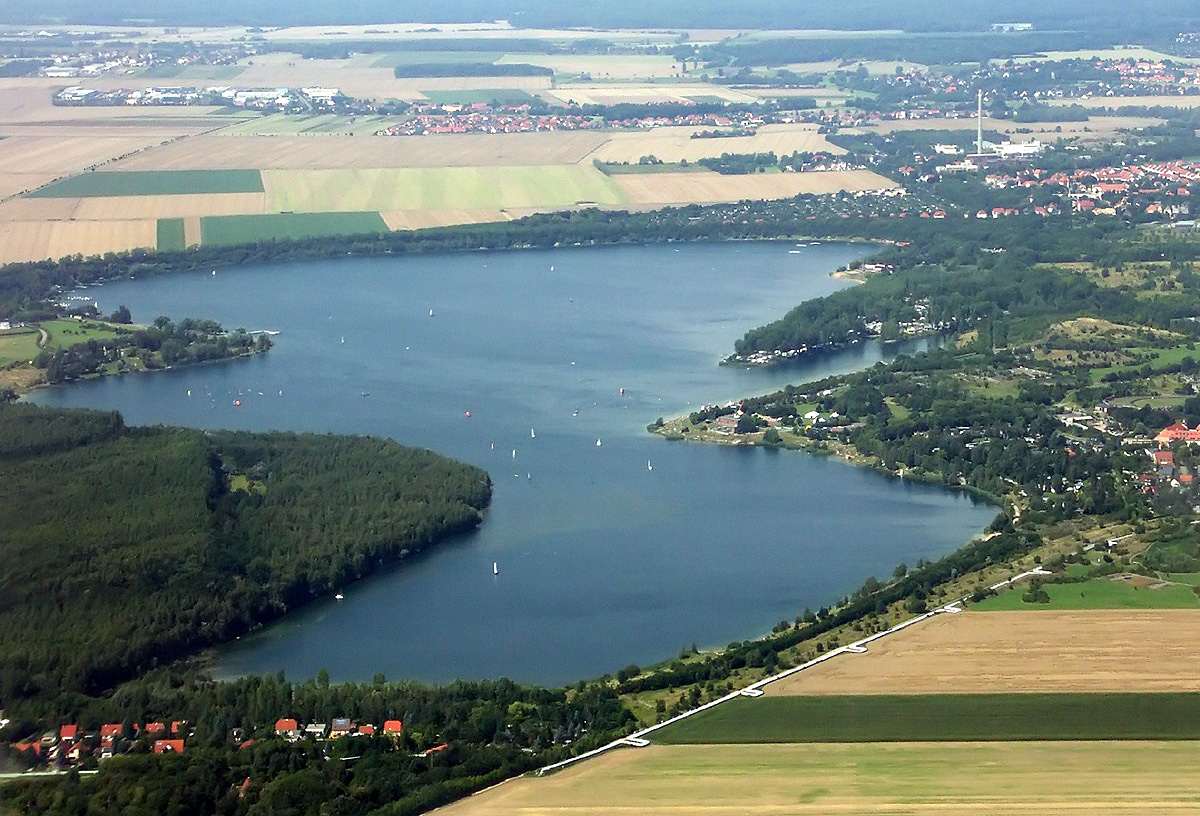
Lac Kulkwitz (Kulkwitzer See)
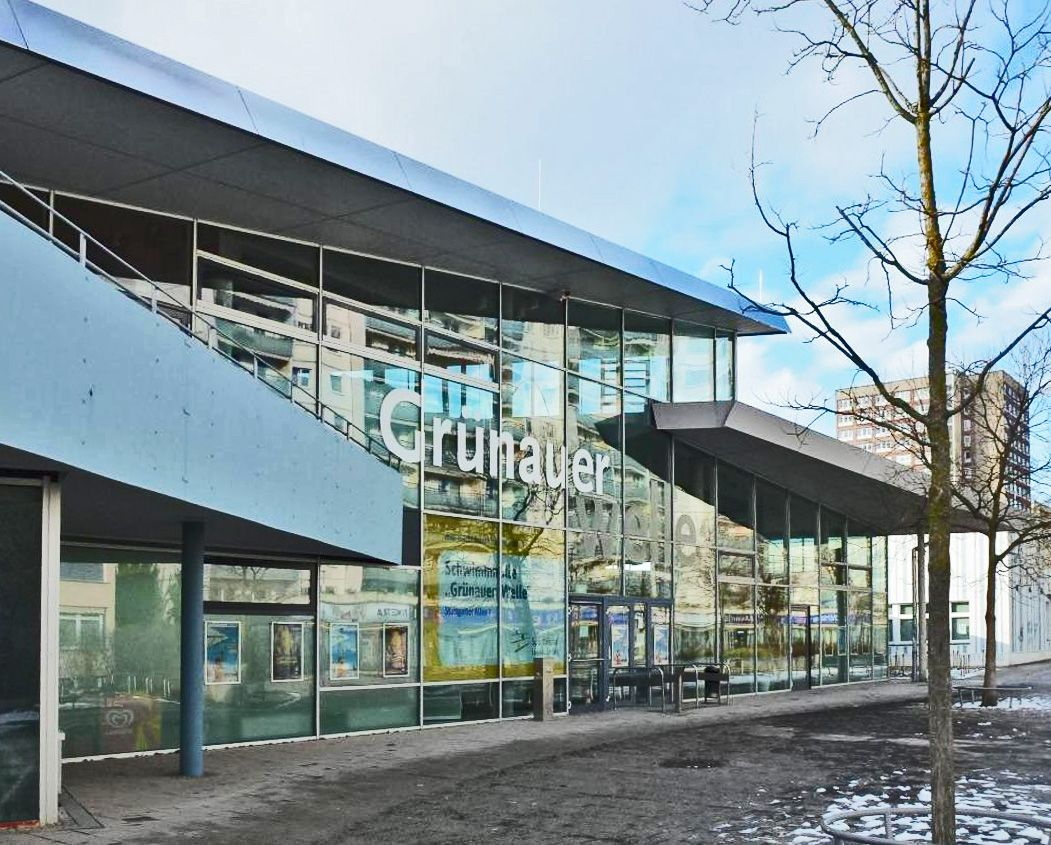
Bassin de loisirs „Grünauer Welle“
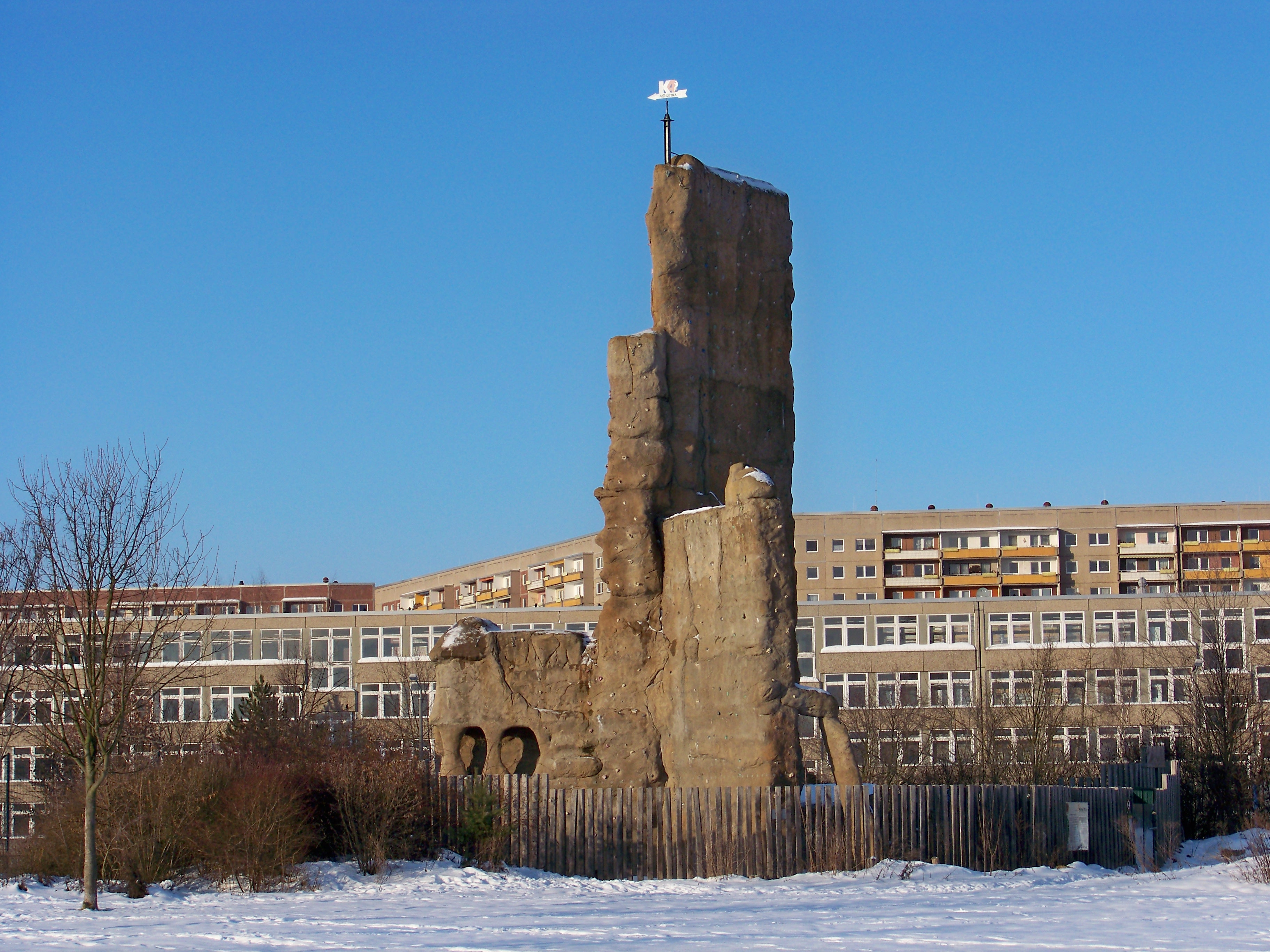
Rocher d'escalade K4
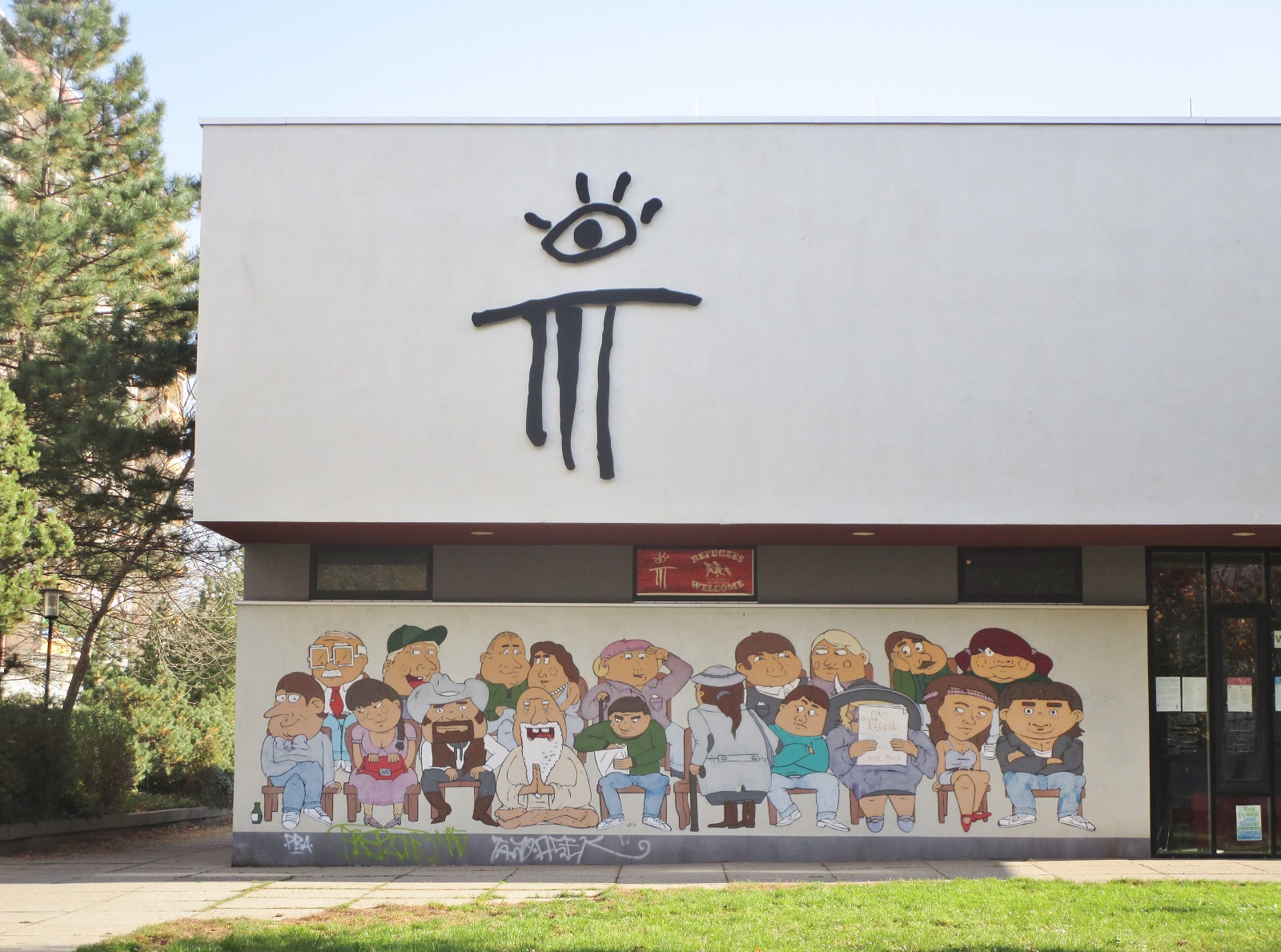
Lieu du Theatrium sur Alte Salzstrasse
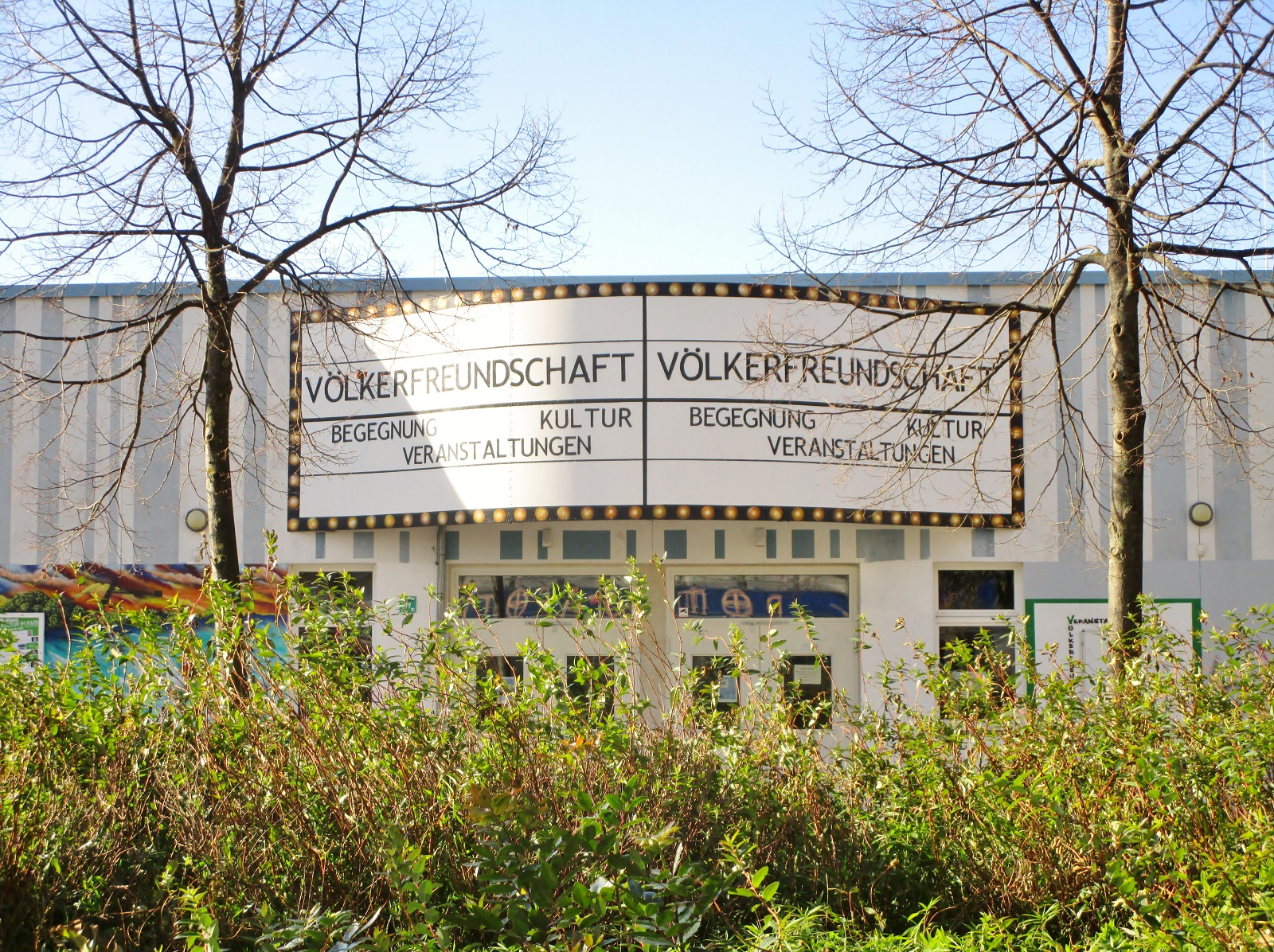
Rencontre de loisirs ouverte « L'amitié des peuples » (Völkerfreundschaft) appelée Völle
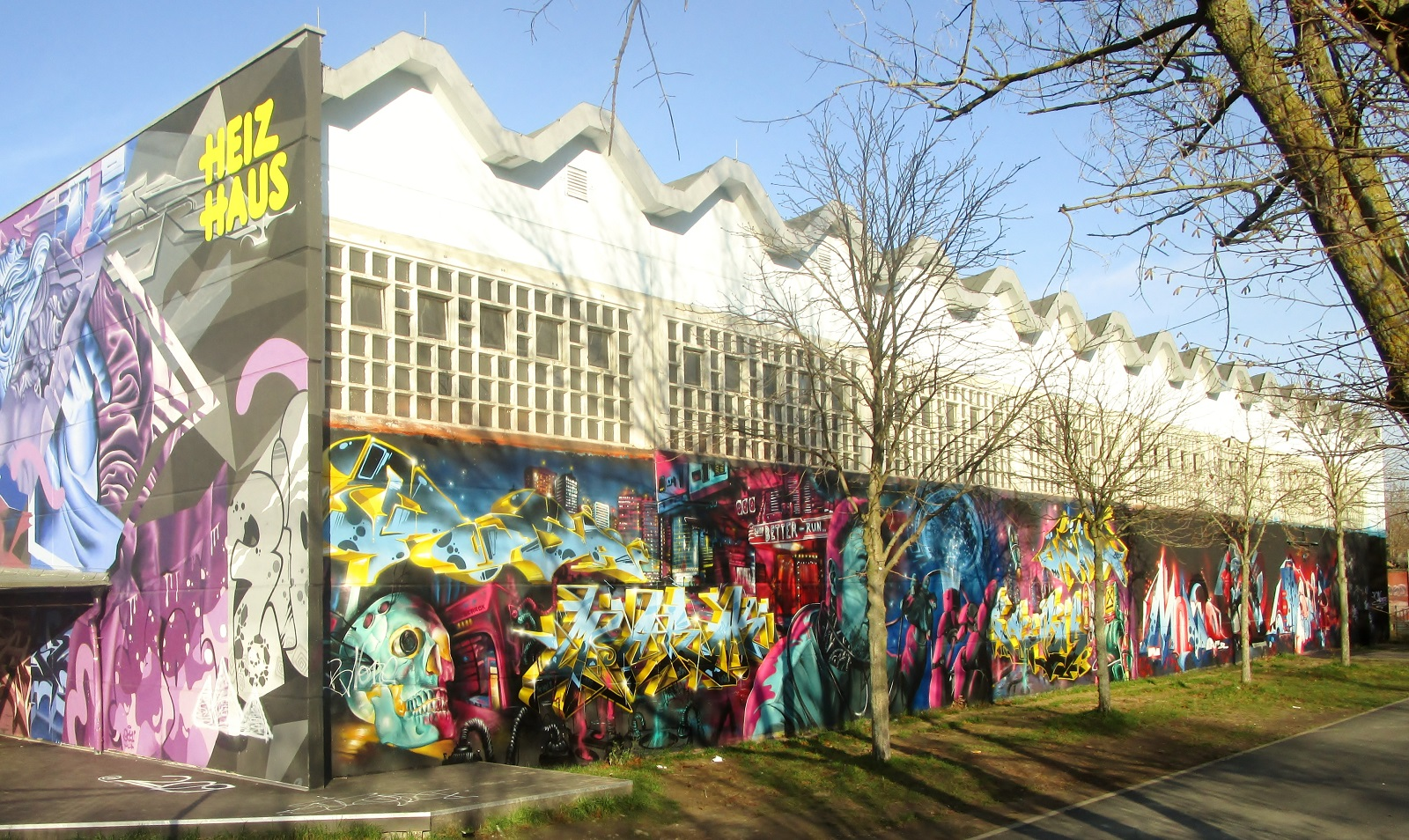
Salle de skate « Heizhaus »
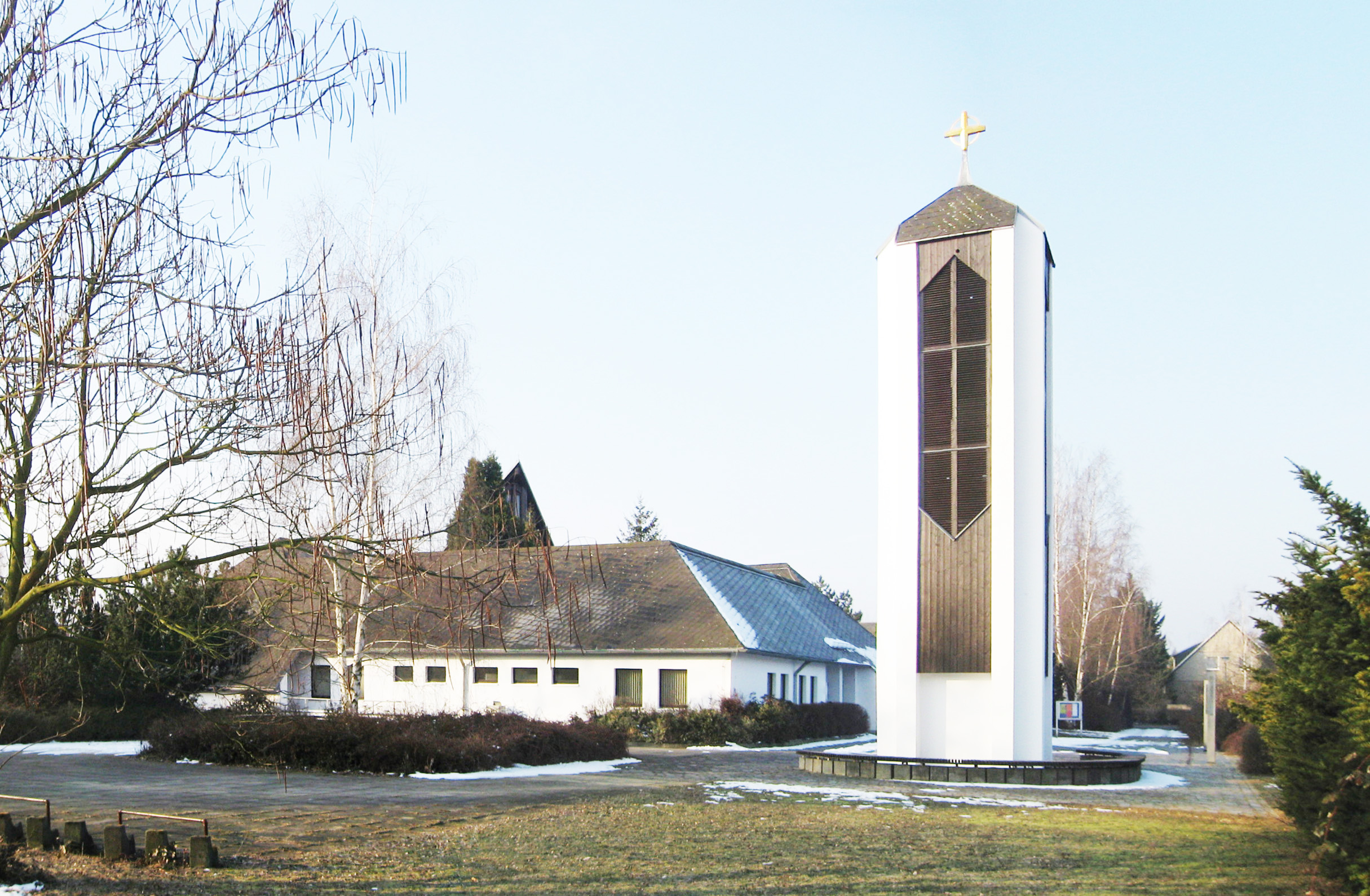
L'église St. Paul
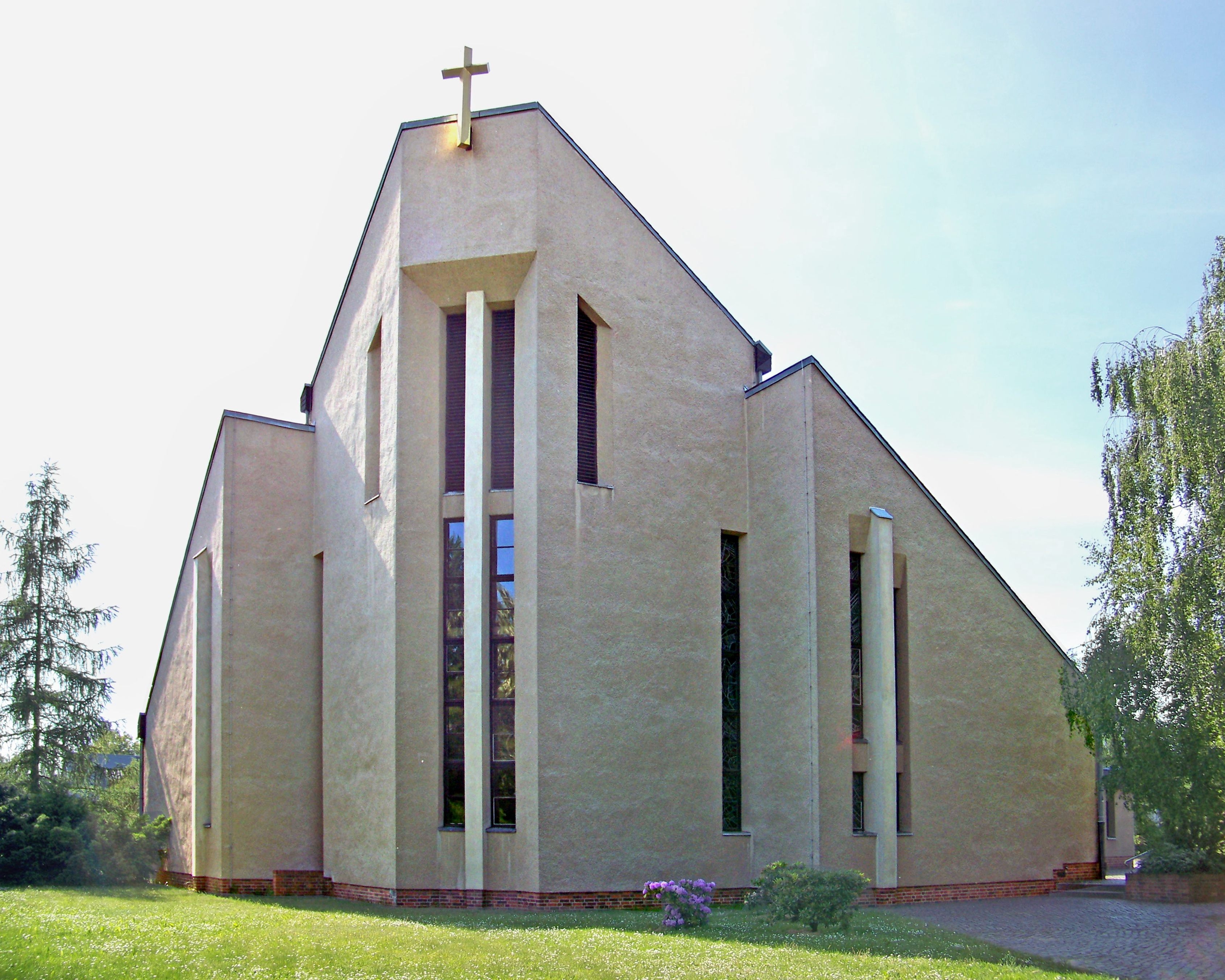
L'église St. Martin
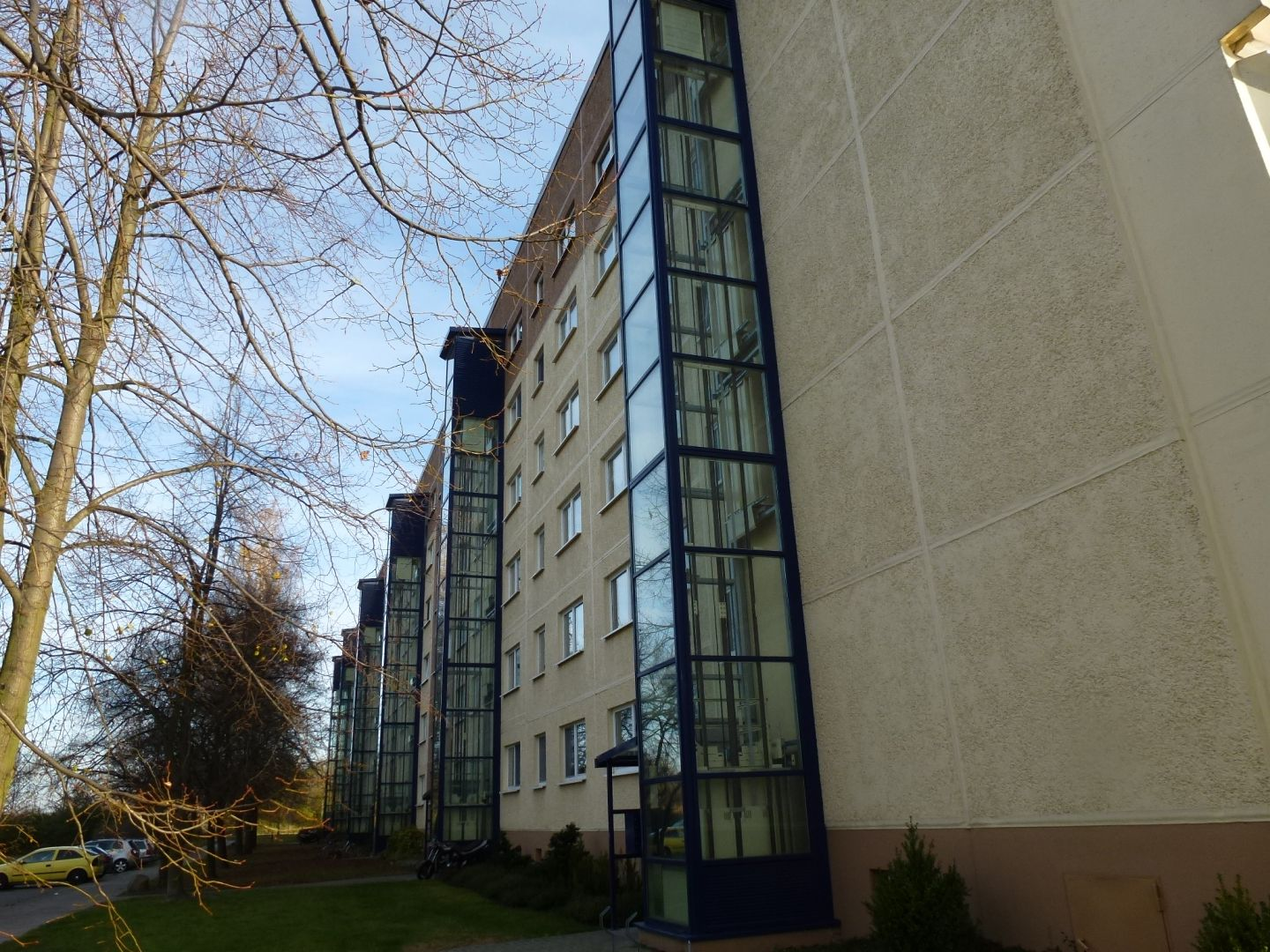
Ascenseurs extérieurs sur un bâtiment préfabriqué rénové au WK 7
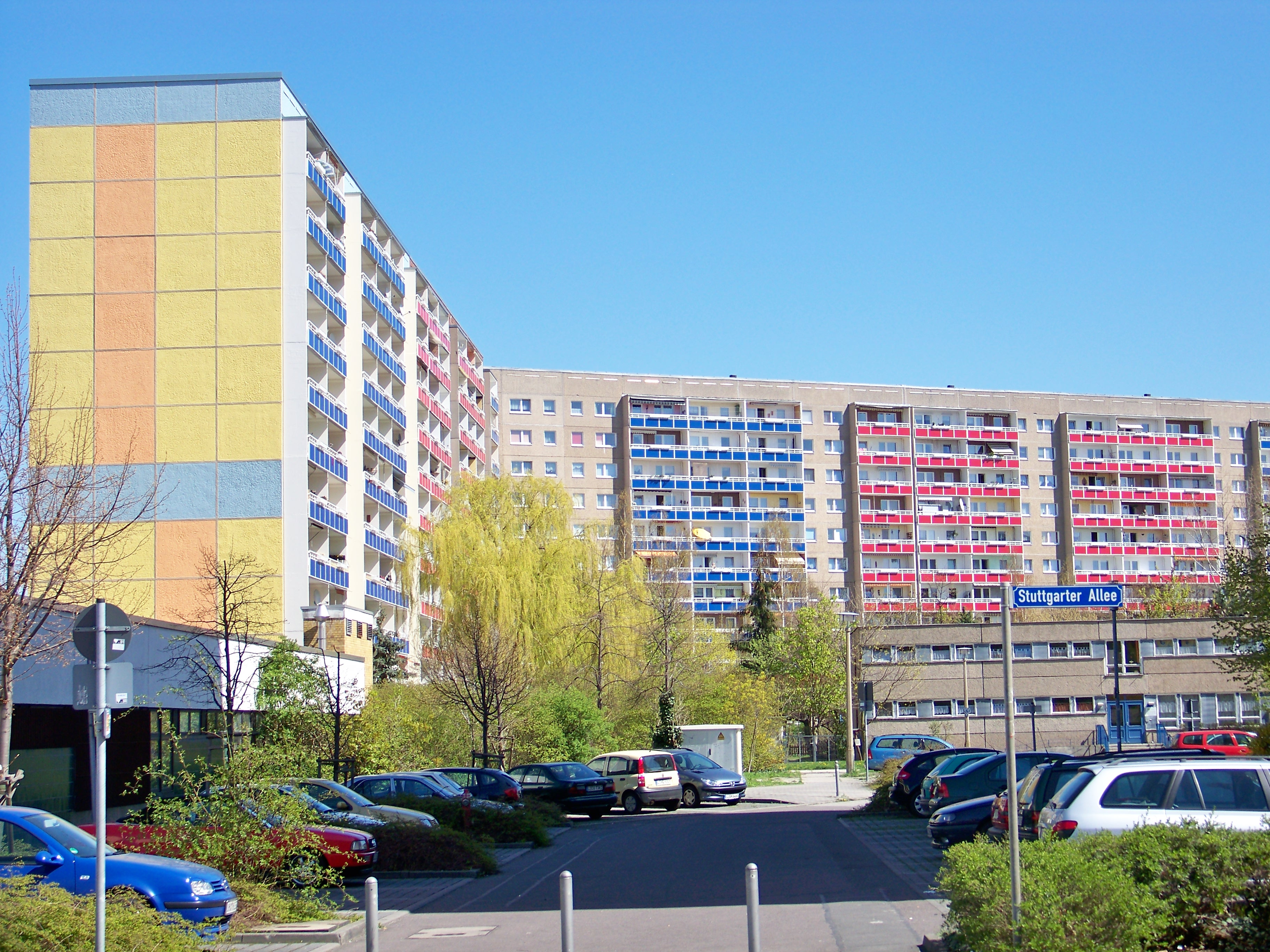
Bâtiment préfabriqué rénové dans la Stuttgarter Allee/Breisgaustrasse